# Irkutsk
Irkutsk (del ruso: Иркутск) es una ciudad y centro administrativo del óblast de Irkutsk en Rusia. Fundada en 1661, recibió la categoría de ciudad en 1686. Es una de las ciudades más pobladas de Siberia con 623 562 habitantes (2020), así como un importante centro económico, político, militar y sede de una diócesis de la Iglesia ortodoxa rusa. Está conectada con Moscú por una red ferroviaria de 5185 km. Está situada en las dos riberas del río Angará, que es el principal afluente o tributario del Yeniséi. Al sur se encuentra el lago Baikal.

## Escudo de armas
El escudo de armas de Irkutsk se remonta al siglo XVII, contiene dos elementos típicos de la cultura Transbaikalia y está formado por un tigre de amur que lleva una marta en su boca.

## Historia

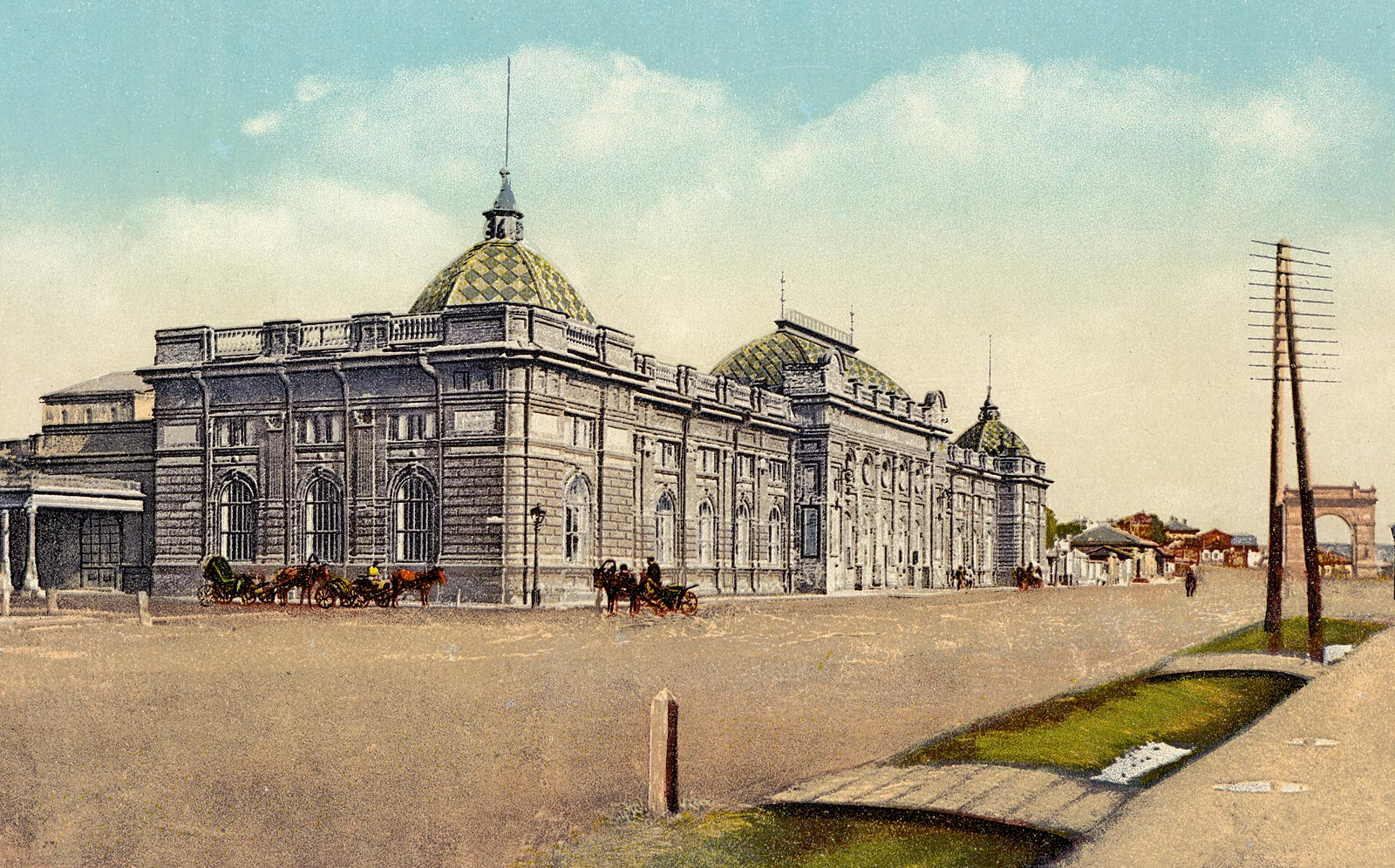
La Asamblea de la Nobleza en Irkutsk, a principios del.

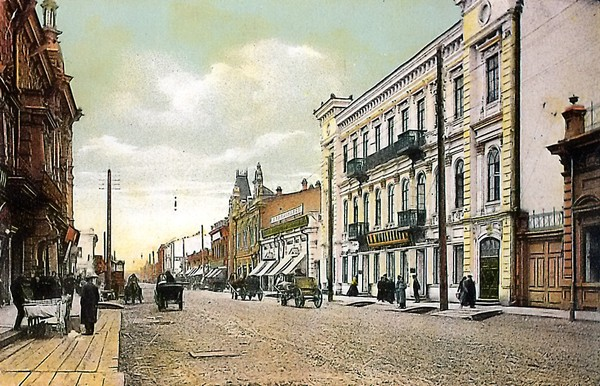
Orfanato para niñas en la calle Bolshaya, en el centro de la ciudad, en 1906.

En 1652, Iván Pojábov construye una parada para el comercio de pieles con los buriatos. Los cosacos se instalan allí y la ciudad de Irkutsk es oficialmente fundada en 1686. La ciudad se desarrolla gracias a la exportación del oro, del marfil de mamut y de la marta cibelina hacia China. En el siglo XIX, las fortunas se edifican rápidamente gracias a las minas de oro que atraen a los pioneros. En el Extremo Oriente, que todavía no estaba conectado con el resto del país por el ferrocarril Transiberiano, la criminalidad y la violencia eran el calvario diario de los habitantes. La presencia de tabernas y cabarés en este lugar atraían a los menores de edad y a los vendedores.

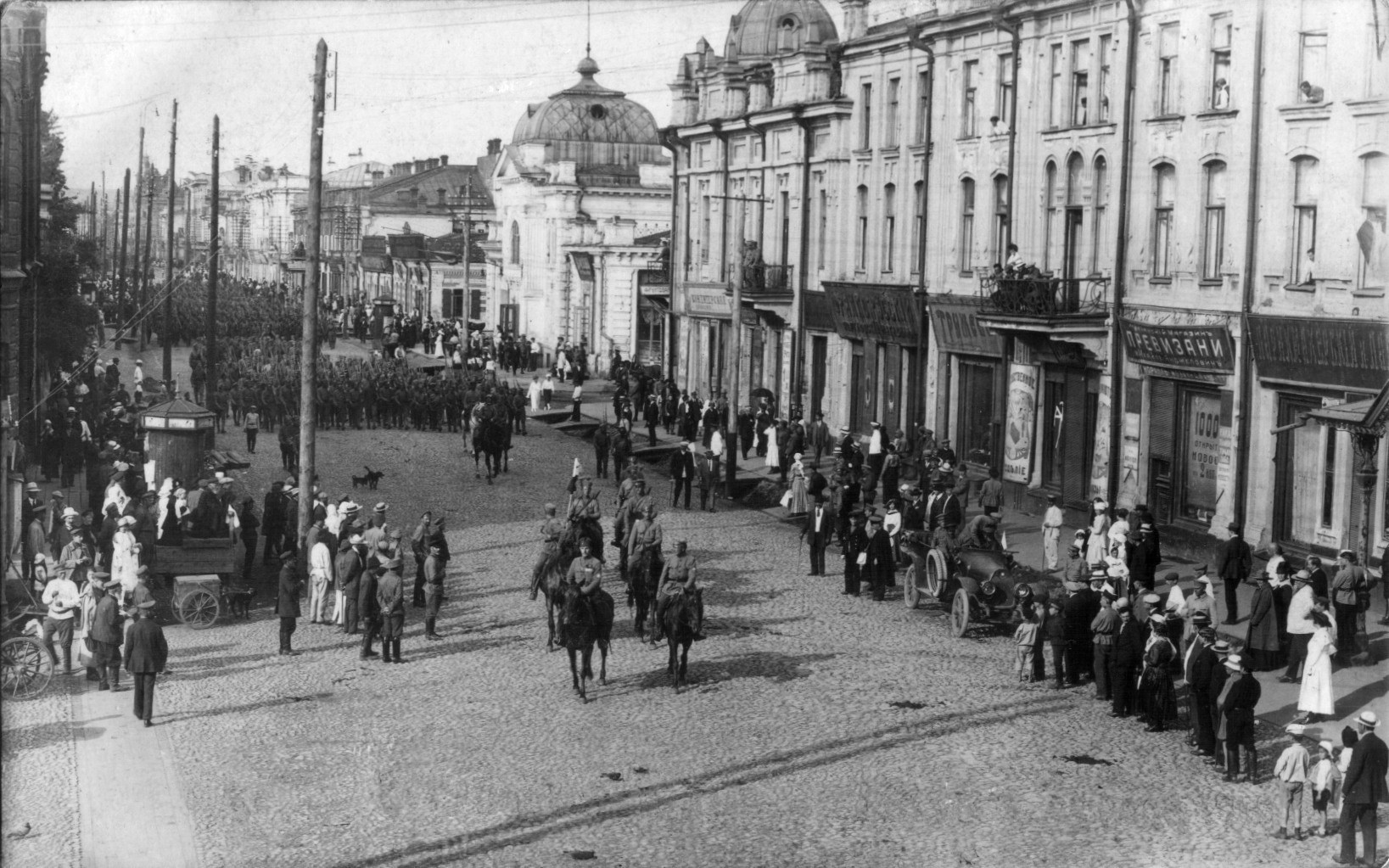
Irkutsk en 1918.

Durante el siglo XIX, muchos artistas rusos, oficiales, y aristócratas fueron enviados a Siberia debido a su participación en la Rebelión de diciembre contra el Zar Nicolás I. Irkutsk se hizo el centro principal de vida intelectual y social para estos exiliados, y la mayor parte de la herencia cultural de la ciudad proviene de ellos; muchas de sus casas de madera, adornadas por decoraciones talladas a mano, sobreviven hoy en contraste duro con los bloques de apartamentos estándar soviéticos que los rodean.
Irkutsk durante mucho tiempo tuvo la reputación de ser una ciudad notablemente bella, con calles amplias, bien pavimentadas y bien alumbradas. Sin embargo, un incendio ocurrido entre el 4 y 6 de julio de 1879 redujo a cenizas una gran parte de la ciudad, que contaba entonces cerca de 33 000 habitantes. El palacio del gobernador general, las principales oficinas administrativas y municipales y muchos de los otros edificios públicos fueron destruidos por el fuego, y los archivos del gobierno, la biblioteca y el museo de la sección siberiana de la Sociedad Geográfica Rusa fueron completamente quemados. Las tres cuartas partes de la ciudad fueron destruidas, incluyendo aproximadamente 4 000 viviendas. El gobernador obligó entonces a los habitantes a reconstruir sus casas en piedra. No obstante, la ciudad se recuperó rápidamente y la electricidad llegó en 1896, mientras que el primer teatro fue construido en 1897 y la estación principal de ferrocarril se inauguró en 1898. El primer tren llegó a Irkutsk el 16 de agosto de ese mismo año. En 1900, la ciudad se había ganado el apodo de «París de Siberia». 
Durante la guerra civil que siguió a la Revolución rusa de 1917, la región fue el escenario de operaciones sangrientas entre los Blancos y los Rojos. En 1920, Aleksandr Kolchak, el antes temido comandante del mayor contingente de fuerzas antibolcheviques, fue ejecutado en Irkutsk, que destruyó la resistencia antibolchevique.
Irkutsk fue el centro administrativo del efímero Óblast de Siberia Oriental, que existió entre 1936 y 1937. La ciudad se convirtió posteriormente en el centro administrativo del Óblast de Irkutsk después de que el Óblast de Siberia Oriental se dividió en Óblast de Chitá y Óblast de Irkutsk.
Durante los años comunistas, la industrialización de Irkutsk y Siberia se desarrolló con rapidez. Un gran depósito fue construido en Angará entre 1950 y 1959 para facilitar el desarrollo industrial.
La Catedral de la Epifanía, el palacio del gobernador, una escuela de medicina, un museo, un hospital militar y las fábricas de la corona están entre las instituciones públicas y edificios. El monumento de Aleksandr Kolchak, diseñado por Viacheslav Klýkov, se dio a conocer en 2004. El 27 de julio de 2004, la Sinagoga de Irkutsk (1881) fue destruida por un incendio. En diciembre de 2016, 74 personas en Irkutsk murieron en una intoxicación masiva por metanol.

## Geografía

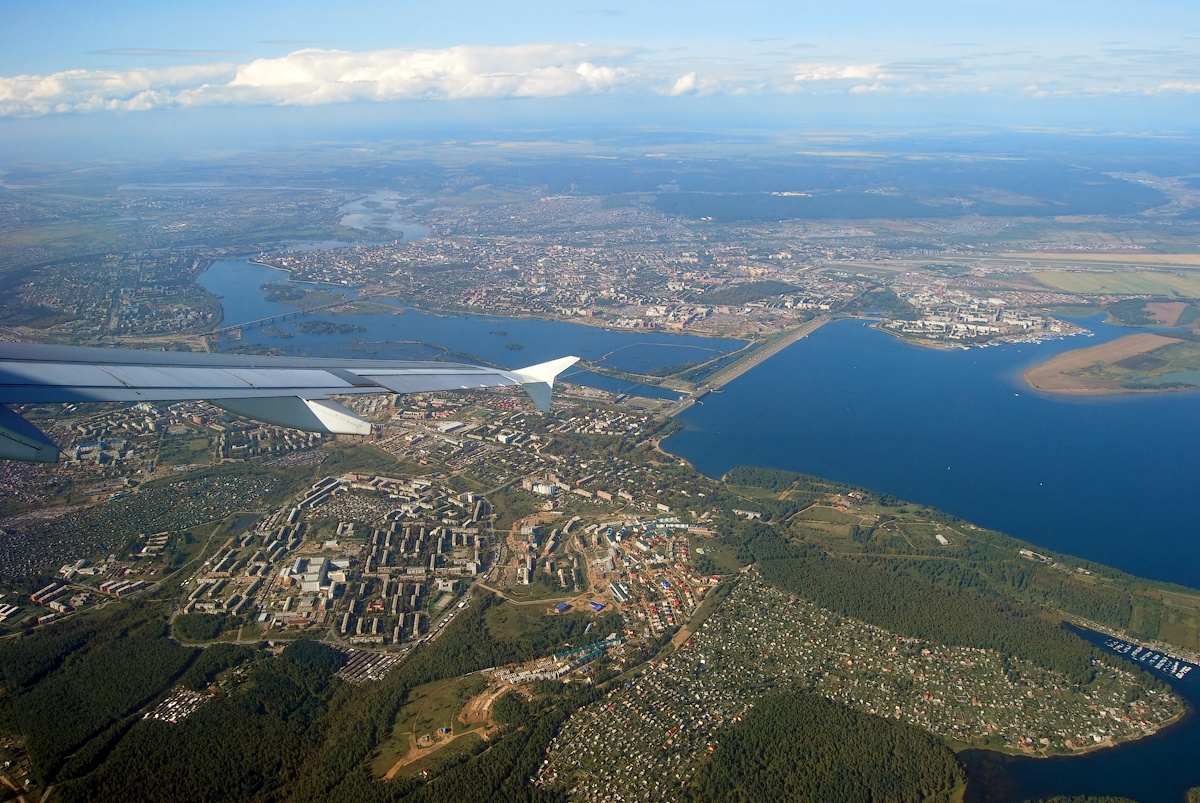
Vista aérea de Irkutsk, el embalse, el río Angara y sus alrededores.

Irkutsk se encuentra en el sureste de las colinas de la llanura de Irkutsk-Cheremjovo, cerca de la región montañosa del lago Baikal y dentro de la espesa taiga típica del este de Siberia. La parte principal de la ciudad se encuentra en la llanura de inundación del río Angara, un afluente del Yeniséi, 72 kilómetros por debajo de su salida del lago Baikal y al otro lado de la orilla del barrio de Glaskovsk. El río, de 580 metros de ancho, está atravesado por la presa hidroeléctrica de Irkutsk.
La ciudad se encuentra en Siberia oriental, 5.042 kilómetros al este de Moscú, 2.887 kilómetros al noroeste de Vladivostok, 520 kilómetros al norte de Ulán Bator y 1650 kilómetros al noroeste de Pekín. El río Irkut, del que la ciudad debe su nombre, es un pequeño río que se une al Angara justo enfrente de la ciudad. La parte principal de Irkutsk está separada por varios monumentos —como el monasterio, la fortaleza, y el puerto— así como sus suburbios por otros afluentes como el Ida o el Ushakovka. También, dos partes importantes de Irkutsk son habitualmente conocidas como "la orilla izquierda" y "la orilla derecha", con respecto a la corriente del río Angara.
Según los planos regionales de Irkutsk, la ciudad absorberá los vecindarios industriales de Shelekhov y Angarsk para formar un área metropolitana de más de un millón de habitantes.

### Clima
Irkutsk posee un clima subártico (clasificación climática de Köppen, Dwc), caracterizado por una extrema variación de temperaturas entre estaciones. Las temperaturas suelen ser cálidas en verano y muy frías en invierno. La primavera y el otoño son breves, mientras que el verano dura aproximadamente tres meses. Por su parte, los inviernos son severos, con temperaturas muy por debajo de los 0 °C y se extiende desde octubre hasta mediados de abril, cerca de seis meses. Sin embargo, la presencia del lago Baikal suaviza sensiblemente las temperaturas en Irkutsk, por lo que las temperaturas no son tan extremas como en Siberia. El mes más cálido del año en Irkutsk es julio, con temperaturas que oscilan entre los 18 °C. La temperatura más alta registrada en la ciudad fue de 37 °C. El mes más frío es enero, con temperaturas medias de −18 °C. La precipitación también varía ampliamente durante el año, pero el mes más húmedo es julio, con precipitaciones medias de 113 mm, mientras que el más seco es febrero con 7 mm. Casi toda la precipitación del invierno siberiano llega en forma de nieve esponjosa, de bajo contenido en humedad.
| Parámetros climáticos promedio de Irkutsk (1991-2020) | Parámetros climáticos promedio de Irkutsk (1991-2020) | Parámetros climáticos promedio de Irkutsk (1991-2020) | Parámetros climáticos promedio de Irkutsk (1991-2020) | Parámetros climáticos promedio de Irkutsk (1991-2020) | Parámetros climáticos promedio de Irkutsk (1991-2020) | Parámetros climáticos promedio de Irkutsk (1991-2020) | Parámetros climáticos promedio de Irkutsk (1991-2020) | Parámetros climáticos promedio de Irkutsk (1991-2020) | Parámetros climáticos promedio de Irkutsk (1991-2020) | Parámetros climáticos promedio de Irkutsk (1991-2020) | Parámetros climáticos promedio de Irkutsk (1991-2020) | Parámetros climáticos promedio de Irkutsk (1991-2020) | Parámetros climáticos promedio de Irkutsk (1991-2020) |
| Mes                                                   | Ene.                                                  | Feb.                                                  | Mar.                                                  | Abr.                                                  | May.                                                  | Jun.                                                  | Jul.                                                  | Ago.                                                  | Sep.                                                  | Oct.                                                  | Nov.                                                  | Dic.                                                  | Anual                                                 |
| ----------------------------------------------------- | ----------------------------------------------------- | ----------------------------------------------------- | ----------------------------------------------------- | ----------------------------------------------------- | ----------------------------------------------------- | ----------------------------------------------------- | ----------------------------------------------------- | ----------------------------------------------------- | ----------------------------------------------------- | ----------------------------------------------------- | ----------------------------------------------------- | ----------------------------------------------------- | ----------------------------------------------------- |
| Temp. máx. abs. (°C)                                  | 2.3                                                   | 10.0                                                  | 20.0                                                  | 29.2                                                  | 34.5                                                  | 35.6                                                  | 37.2                                                  | 34.7                                                  | 29.7                                                  | 25.6                                                  | 14.4                                                  | 5.3                                                   | 37.2                                                  |
| Temp. máx. media (°C)                                 | -12.7                                                 | -7.5                                                  | 1.2                                                   | 10.5                                                  | 18.1                                                  | 23.8                                                  | 25.7                                                  | 22.9                                                  | 16.1                                                  | 7.9                                                   | -2.7                                                  | -10.8                                                 | 7.7                                                   |
| Temp. media (°C)                                      | -17.6                                                 | -14.1                                                 | -5.5                                                  | 3.6                                                   | 10.4                                                  | 16.4                                                  | 19.0                                                  | 16.4                                                  | 9.5                                                   | 2.0                                                   | -7.6                                                  | -15.4                                                 | 1.4                                                   |
| Temp. mín. media (°C)                                 | -21.4                                                 | -19.1                                                 | -11.1                                                 | -1.9                                                  | 3.7                                                   | 10.1                                                  | 13.5                                                  | 11.4                                                  | 4.6                                                   | -2.4                                                  | -11.5                                                 | -19.1                                                 | -3.6                                                  |
| Temp. mín. abs. (°C)                                  | -49.7                                                 | -44.7                                                 | -37.3                                                 | -31.8                                                 | -14.3                                                 | -6.0                                                  | 0.4                                                   | -2.7                                                  | -11.9                                                 | -30.5                                                 | -40.4                                                 | -46.3                                                 | -49.7                                                 |
| Precipitación total (mm)                              | 14                                                    | 9                                                     | 12                                                    | 21                                                    | 36                                                    | 69                                                    | 107                                                   | 96                                                    | 53                                                    | 21                                                    | 20                                                    | 19                                                    | 477                                                   |
| Nevadas (cm)                                          | 24                                                    | 28                                                    | 18                                                    | 1                                                     | 0                                                     | 0                                                     | 0                                                     | 0                                                     | 0                                                     | 1                                                     | 8                                                     | 18                                                    | 98                                                    |
| Días de lluvias (≥ 1 mm)                              | 0                                                     | 0.04                                                  | 1                                                     | 9                                                     | 15                                                    | 18                                                    | 18                                                    | 17                                                    | 16                                                    | 9                                                     | 2                                                     | 0                                                     | 105                                                   |
| Días de nevadas (≥ 1 mm)                              | 21                                                    | 16                                                    | 13                                                    | 11                                                    | 3                                                     | 0.2                                                   | 0                                                     | 0                                                     | 2                                                     | 10                                                    | 20                                                    | 23                                                    | 119.2                                                 |
| Horas de sol                                          | 93                                                    | 139                                                   | 207                                                   | 233                                                   | 266                                                   | 264                                                   | 243                                                   | 218                                                   | 182                                                   | 152                                                   | 93                                                    | 62                                                    | 2152                                                  |
| Humedad relativa (%)                                  | 82                                                    | 76                                                    | 65                                                    | 56                                                    | 55                                                    | 67                                                    | 74                                                    | 78                                                    | 76                                                    | 73                                                    | 79                                                    | 85                                                    | 72.2                                                  |
| Fuente n.º 1: Погода и климат                         |                                                       |                                                       |                                                       |                                                       |                                                       |                                                       |                                                       |                                                       |                                                       |                                                       |                                                       |                                                       |                                                       |
| Fuente n.º 2: NOAA (sun only, 1961-1990)              |                                                       |                                                       |                                                       |                                                       |                                                       |                                                       |                                                       |                                                       |                                                       |                                                       |                                                       |                                                       |                                                       |

## Mapas

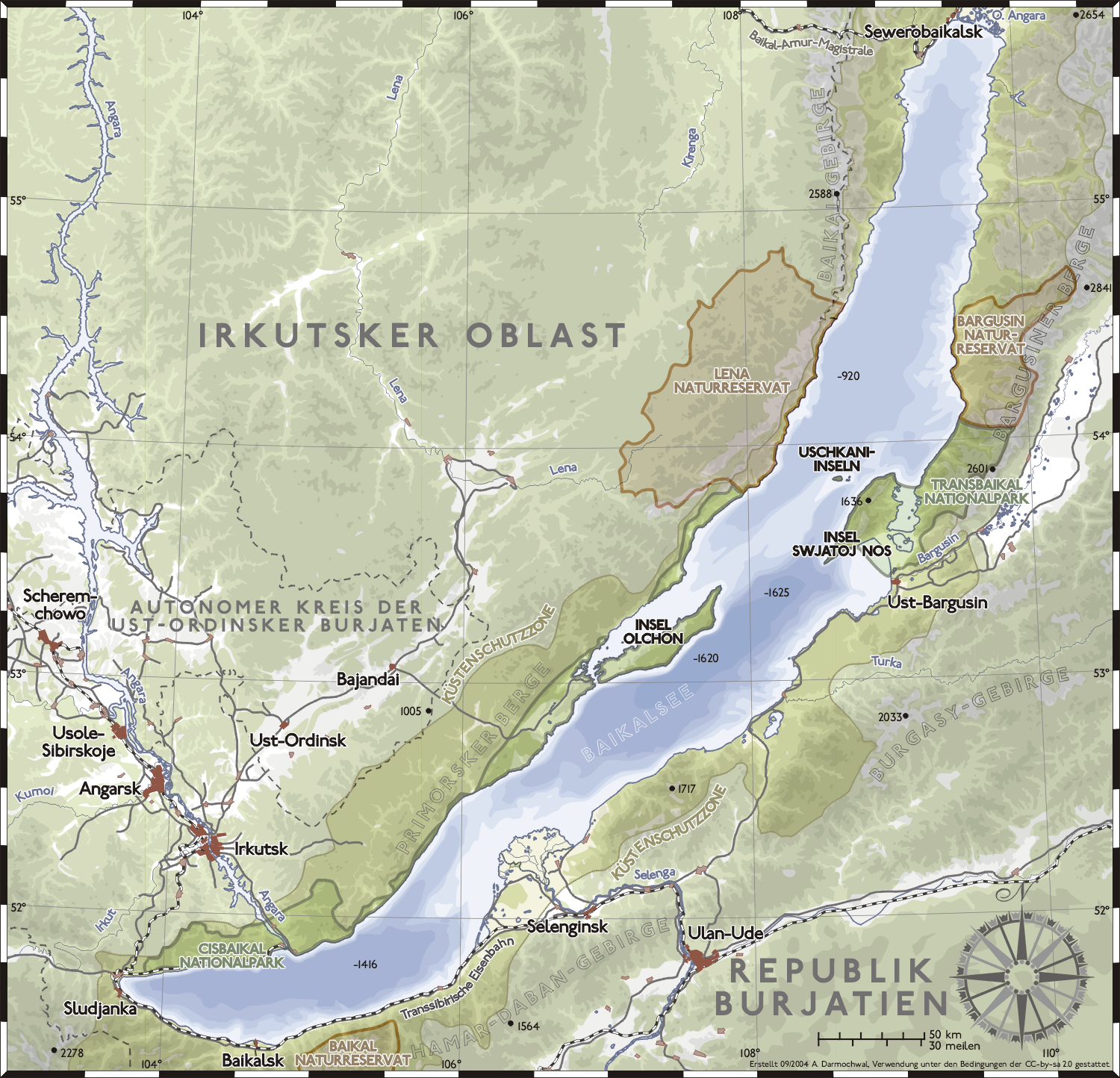
Irkutsk en mapa del lago Baikal
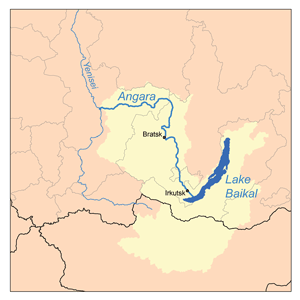
Y en un mapa del río Angará
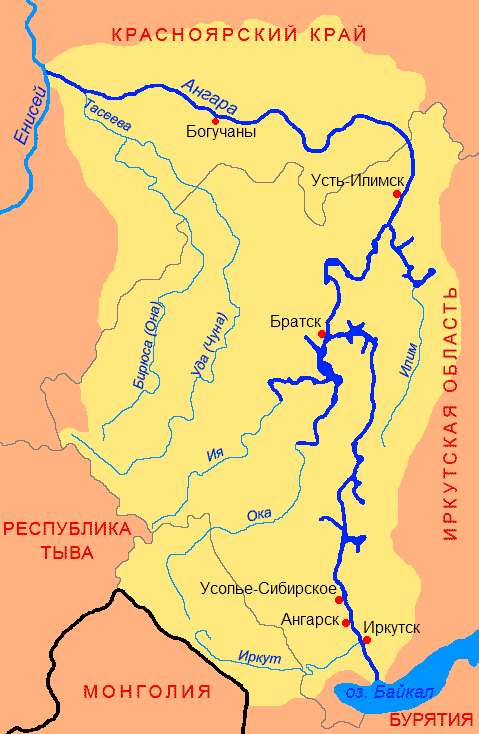
Irkutsk (Иркутск) en mapa del Angará
En un mapa del río Yeniséi
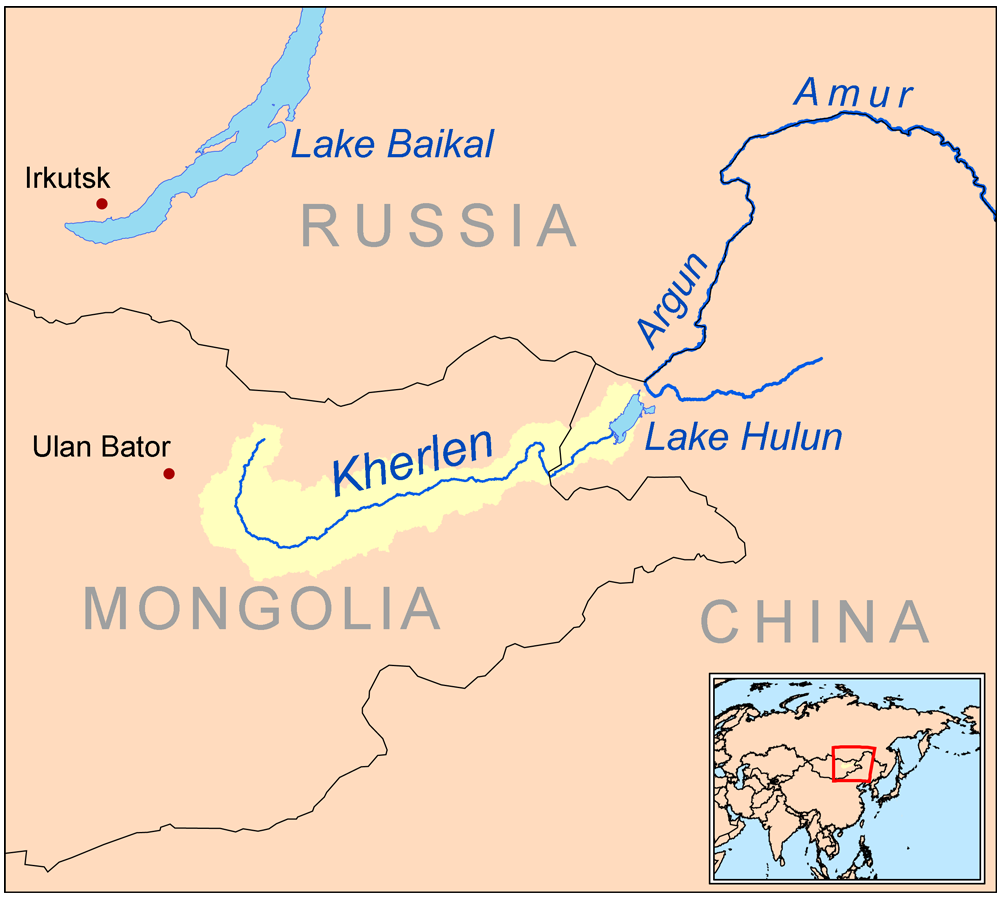
En un mapa del río Kerulen

## Economía

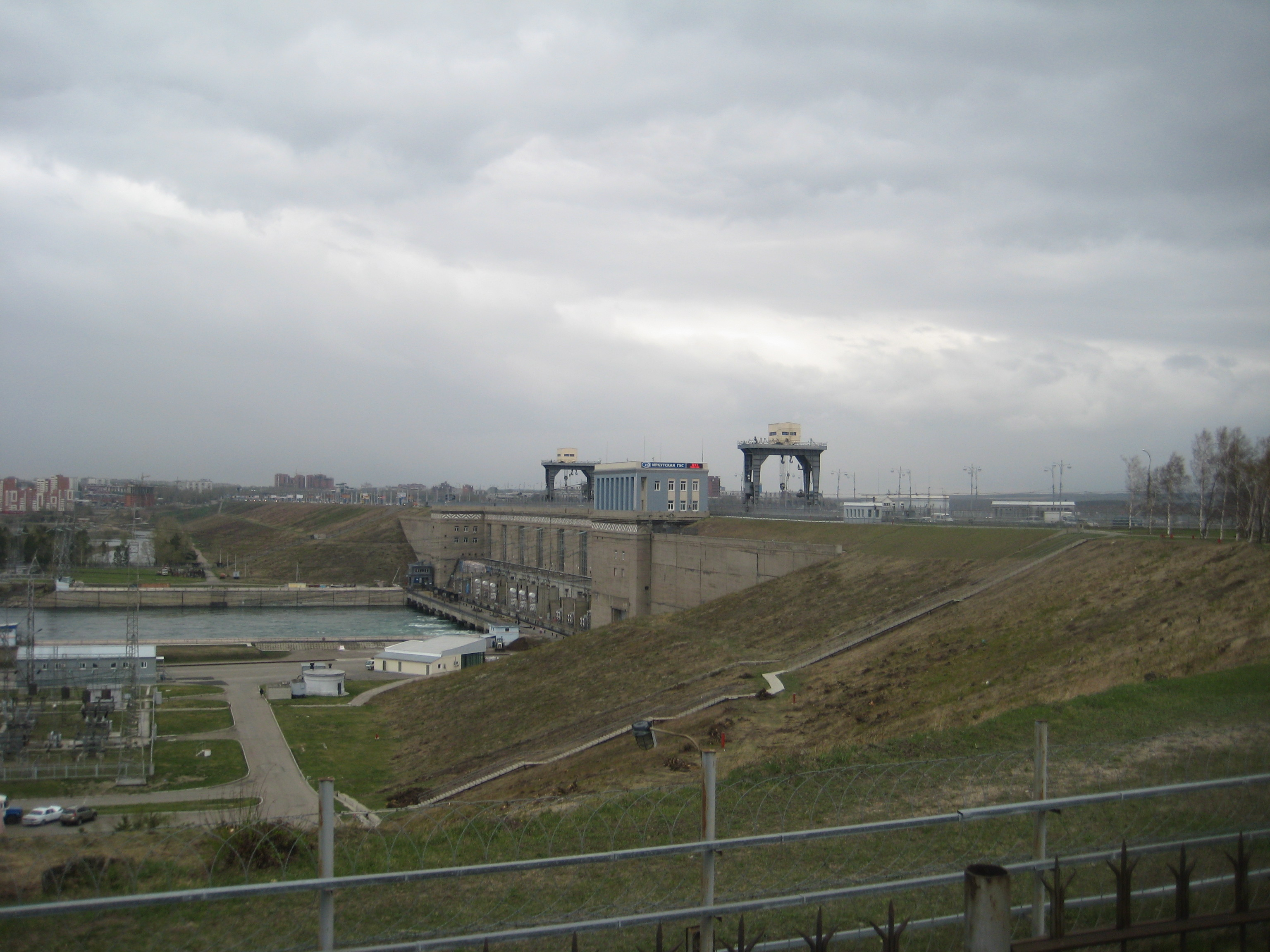
La estación de energía hidroeléctrica de Irkutsk

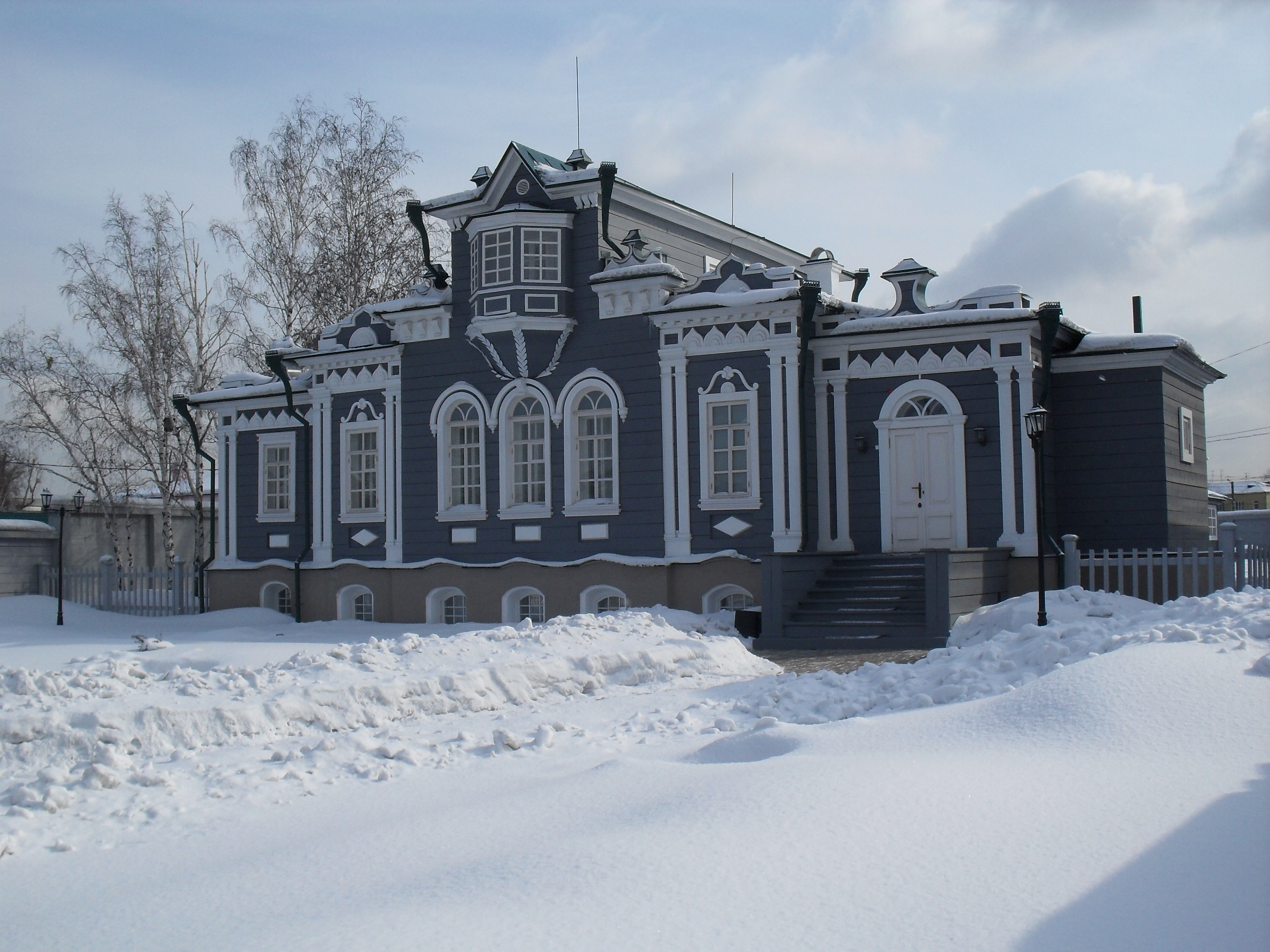
Invierno en Irkutsk. La característica arquitectura de madera de los edificios del fueron diseñados para soportar los severos inviernos que sufre la región.

En 2007, el sector servicios empleaba alrededor del 80% de la población activa. En 2011 los empleados totales eran 232.000. El salario promedio en 2011 era de 24.800 rublos, mientras que el salario mínimo era de 6.131 rublos. La participación en el comercio representa el 45% de la economía de la ciudad, y los sectores líder en la industria son la maquinaria y productos alimenticios. El precio medio de mercado de 1 m² de vivienda en octubre de 2011 en el mercado secundario era de 48.034 rublos.

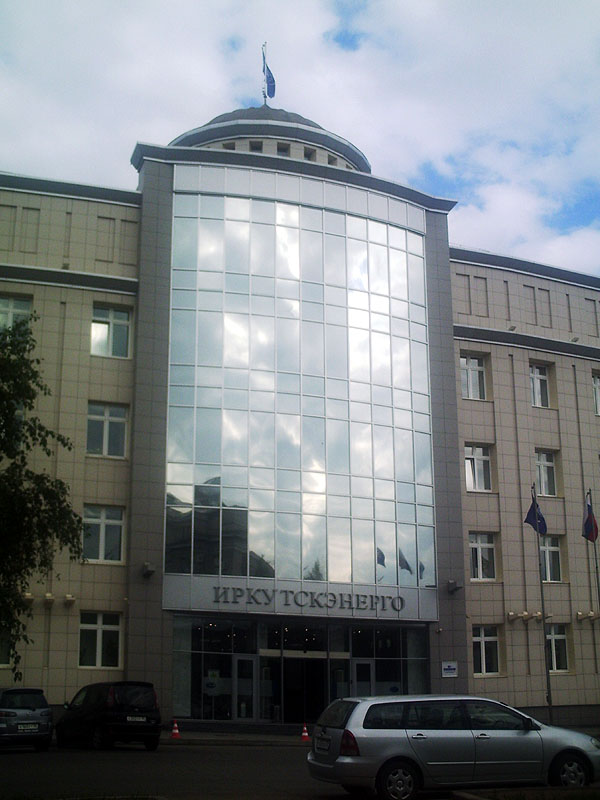
Oficinas centrales de Irkutskenergo

Irkutsk es la sede de las empresas Ferrocarril de Siberia Oriental, Irkutskenergo, Vostsibugol y la oficina principal del banco comercial regional Baykalkredobank. El centro de investigación Irgiredmet proporciona apoyo para la minería y procesamiento de minerales metálicos y brillantes. Irkutskenergo, por su parte, es la compañía energética más grande de Rusia. La empresa Vostsibugol es el mayor fabricante y proveedor de carbón y lignito en el área con seis minas de carbón, incluidas en la empresa Irkutskenergo.
La estación de 662,4 MW de energía hidroeléctrica de Irkutsk fue la primera estación de energía hidroeléctrica en la región de Irkutsk. La construcción de la presa se inició en 1950 y fue terminada en 1958.
La compañía más grande de la ciudad es Irkut, la Asociación de la Industria de Aviación de Irkutsk, que se creó en 1932 en la región Transbaykal de la Unión Soviética. Es conocido por ser el fabricante de la familia Su-30 del interceptor y los aviones de ataque a tierra. También manufactura componentes para aeronaves Airbus A320. El Gobierno ruso tiene la intención de fusionar Irkut con Ilyushin, Mikoyan, Sukhoi, Tupolev y Yakovlev para crear una nueva compañía llamada United Aircraft Building Corporation.
Existe la fundición Irkutsk aluminio que pertenece a la empresa Rusal. La planta de Maquinaria Pesada Irkutsk trabaja con la minería de oro, procesamiento de minerales y equipo metalúrgico. El personal es de alrededor de 700 personas. La fábrica de relé Irkutsk es el complejo militar-industrial y fabrica equipos de conmutación. En el campo de los materiales de construcción destacan las empresas Irkutsk prefabricados de hormigón y la fábrica de cerámica Irkutsk.
El sector turístico receptor en Irkutsk es predominantemente de carácter transitorio en el camino hacia el lago Baikal. Los turistas extranjeros permanecen en la ciudad un promedio de 1,5-2 días, la mayoría de ellos viajeros procedentes de Alemania, China y Japón. El 70% del flujo de turistas se produce en la temporada de verano, siendo el momento culminante el Foro Económico Baikal en septiembre. Desde la década de 1980, la ciudad es visitada por más de 40.000 extranjeros cada año.

## Cultura

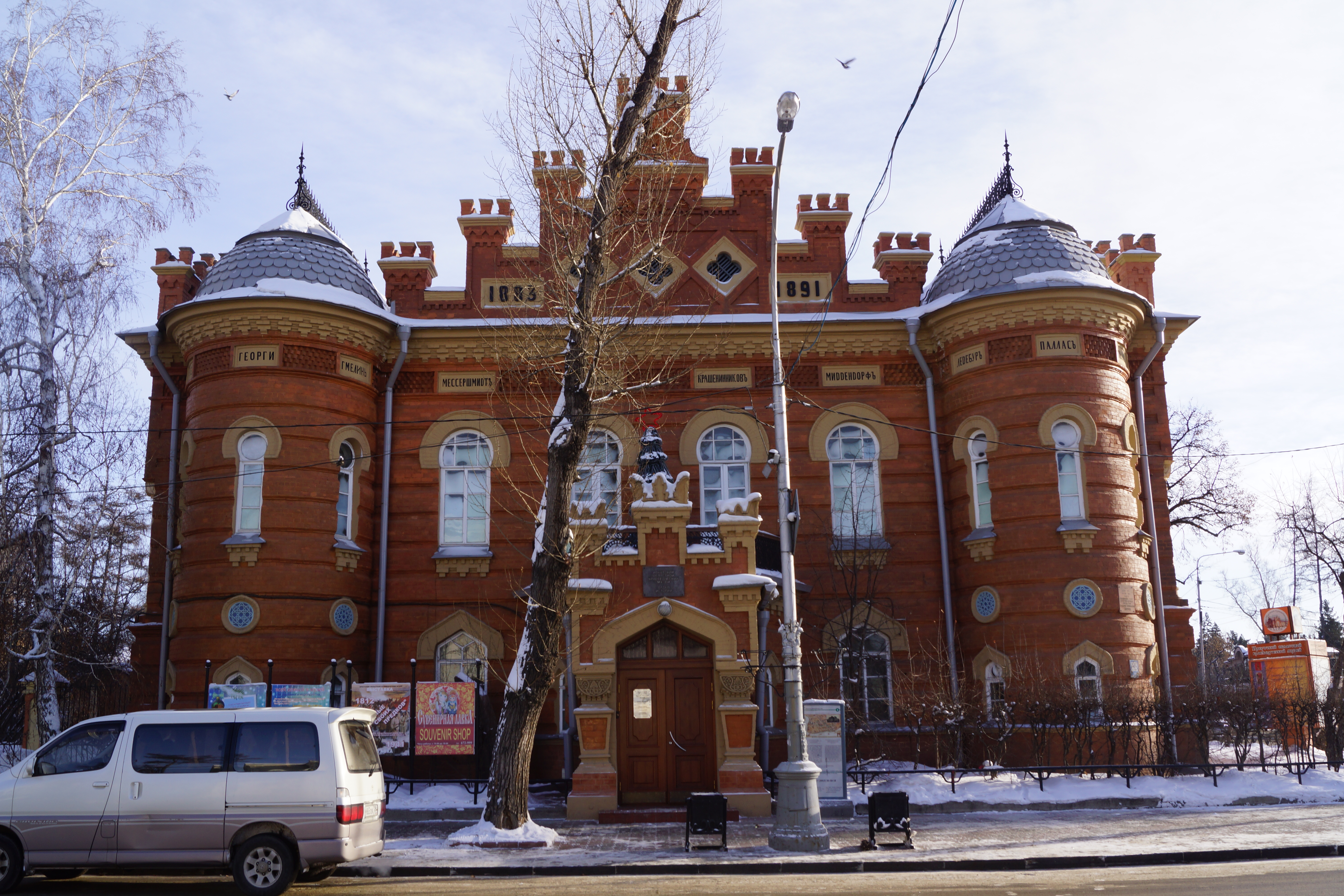
Museo de la División de Siberia Oriental de la Sociedad Geográfica Rusa.

Irkutsk es un punto de interés para los turistas con sus numerosos museos y arquitectura antigua. El Museo Taltsy (en ruso: Тальцы), situado en el Angara a 47 kilómetros al sur de Irkutsk, es un museo al aire libre de arquitectura tradicional de Siberia.

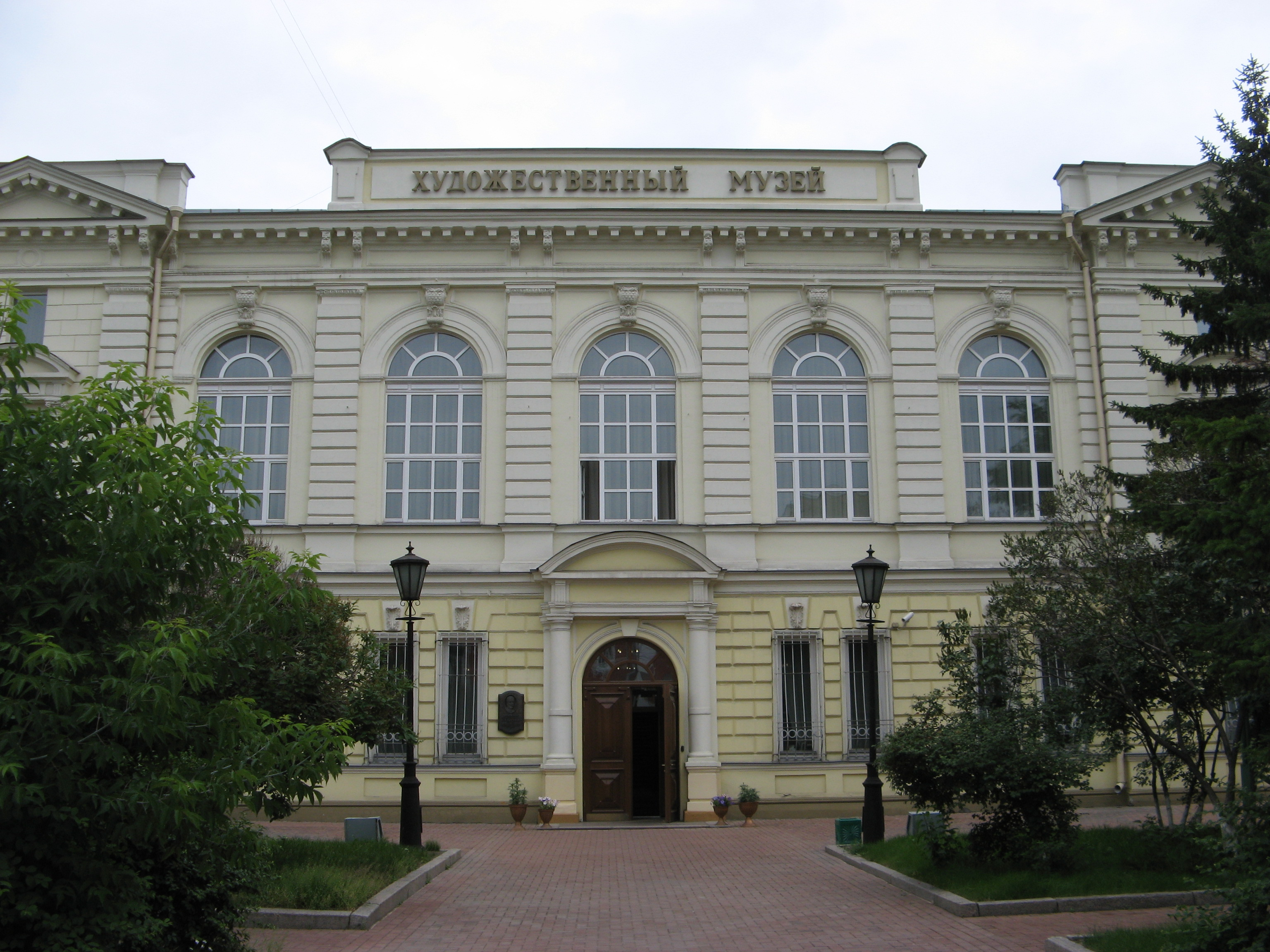
Museo Regional de Arte de Irkutsk.

Numerosos edificios antiguos de madera de las aldeas del valle del Angara, que han sido inundadas después de la construcción del embalse de Bratsk y la presa de Ust-Ilimsk, se han transportado al museo y vuelto a montar allí. Una de las piezas centrales de la colección es una recreación parcial del ostrog del siglo XVII (fortaleza) de Ilimsk, que consiste en la Torre Spasskaya original y la Iglesia de Nuestra Señora de Kazán, transportado desde el ostrog inundado a mediados de la década de 1970, al cual una copia moderna exacta de otra torre de la ostrog y la pared meridional de la fortaleza se añadieron a principios de 2000.
El Jardín Botánico de la Universidad de Irkutsk, conocido como el Jardín Botánico de Irkutsk, es el único jardín botánico como un museo vivo en el óblast de Irkutsk y la Siberia del Baikal. Su misión es "proteger y enriquecer la flora de la zona del lago Baikal y el mundo para las personas a través de la educación pública, recogida, propagación, investigación y conservación de las plantas". El jardín es principalmente una herramienta educativa y científica de la Universidad Estatal de Irkutsk y mantiene la mayor colección de plantas del este de Siberia, un herbario y un banco de semillas. Ocupa 27 hectáreas dentro de la ciudad de Irkutsk, a 70 km al oeste del lago Baikal. Tiene un estatus federal de terreno especialmente protegido y es un monumento de la naturaleza de Irkutsk.

### Educación
En Irkutsk operan 112 centros preescolares; 77 instituciones educativas, con una matrícula de más de 59 000 estudiantes. Entre las instituciones educativas especializadas incluyen centros médicos, artísticos, teatrales, agrícolas, hidrometeorológicos, de aviación, escuelas técnicas, escuelas técnicas de exploración de la arquitectura y la construcción, cine y televisión, economía y derecho, energía, colegios de ingeniería, colegios de cultura, educación física, formación del profesorado o turismo.

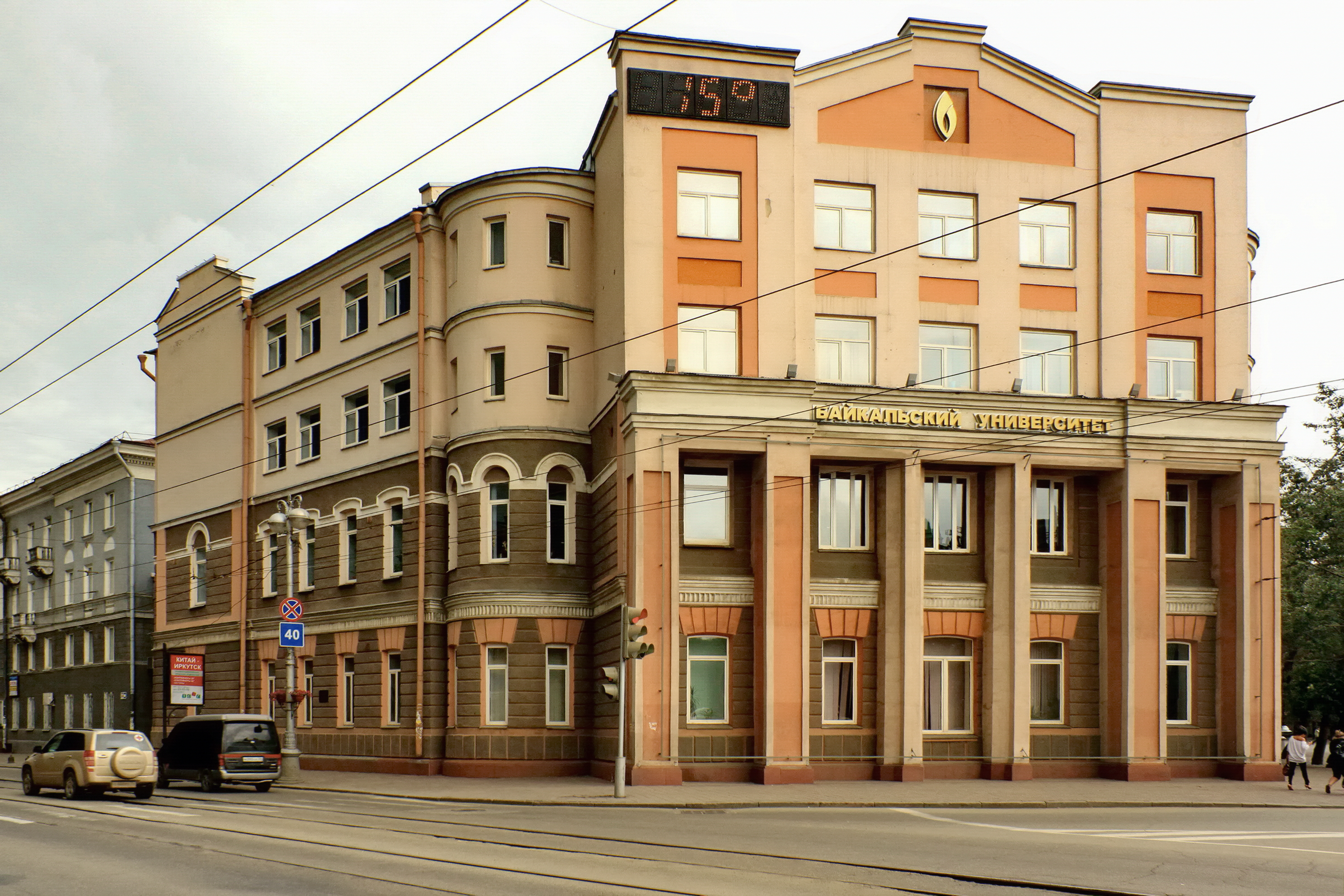
Edificio de la Universidad Estatal de Baikal.

La Universidad Estatal de Irkutsk fue fundada en 1918 y es el centro educativo más notable de la ciudad. Incluye cuatro institutos educativos y nueve facultades, la escuela de negocios internacional con dos facultades. La actividad científica de la universidad consiste en tres institutos de investigación, así como un observatorio astronómico y su célebre jardín botánico. La Universidad abrió cinco museos. Más de 800 maestros están trabajando en la universidad, que acoge a 18 000 estudiantes.
La Universidad Técnica Estatal de Irkutsk fue fundada en 1930 y se le otorgó el estatus de universidad en 1993. Consta en seis instituciones educativas, ocho departamentos y una rama. La escuela tiene más de tres mil empleados, formado a más de 30 mil estudiantes. La Universidad Estatal de Medicina de Irkutsk fue fundada en 1919 y se compone de ocho facultades. La Universidad emplea a 350 profesores y 100 médicos para más de cuatro mil estudiantes.
Otros centros de educación universitaria de importancia son la Universidad Estatal de Lingüística de Irkutsk (ISLU), fundada en 1948 y consta de dos institutos de formación, seis facultades y doce escuelas académicas; la Universidad Estatal de Baikal (BGU), fundada en 1930, que consta de un instituto de formación, doce facultades y cuatro sucursales; y la Universidad Estatal de Transporte de Irkutsk (IRGUPS), fundada en 1932 como el Instituto de Ingenieros de Transporte de Siberia Oriental, tiene sucursales en Novosibirsk y Ulán Bator.

### Ciencia

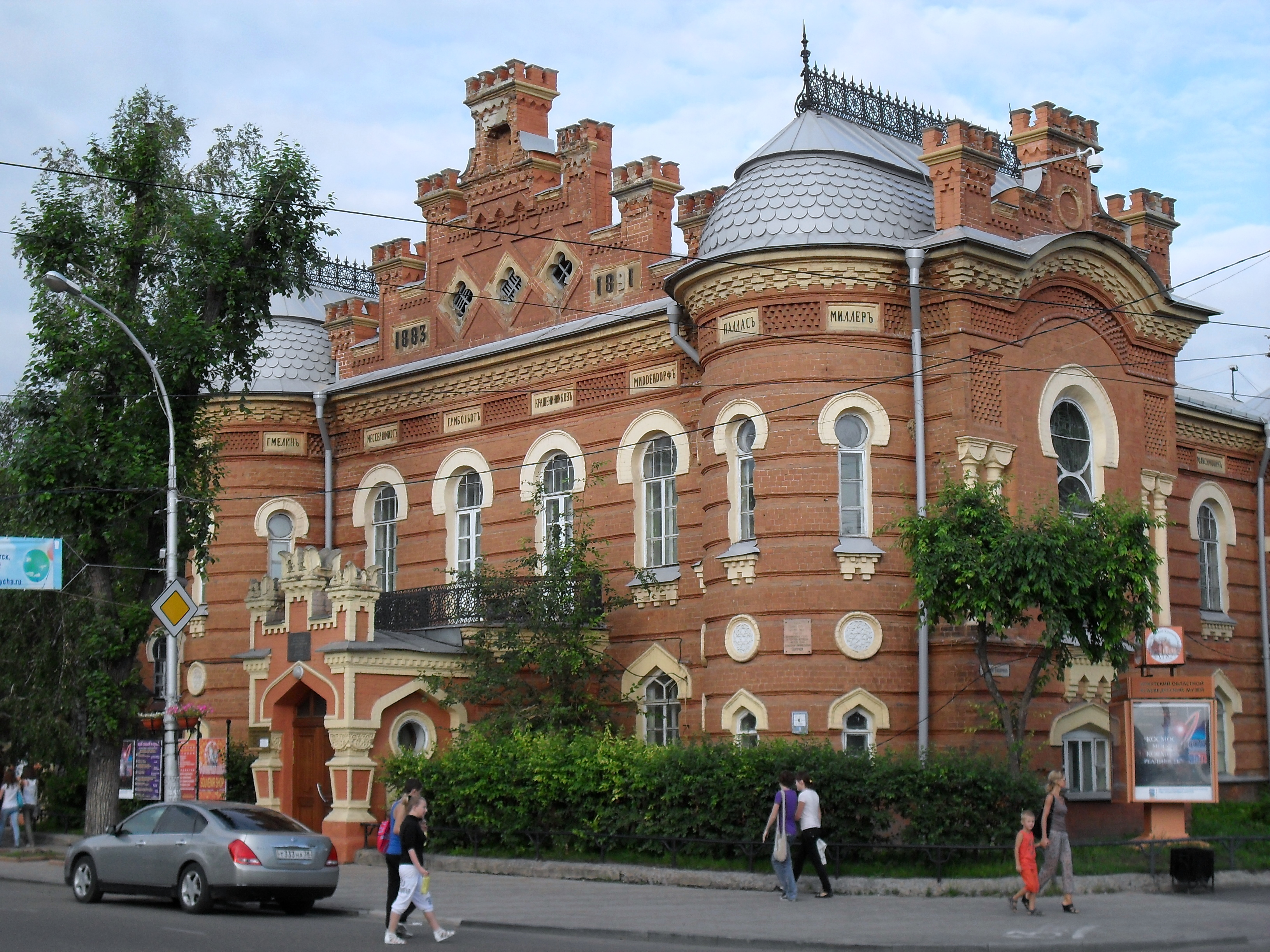
Museo de Historia Local del Óblast de Irkutsk.

Como Irkutsk se encuentra dentro de la influencia de la División de Siberia de la Academia Rusa de Ciencias, hay nueve institutos de investigación ubicados en el barrio del Irkutsk Akademgorodok: el Instituto de Geografía, el Instituto de Sistemas de Energía, el Instituto de Geoquímica, el Instituto de Dinámica de Sistemas y Teoría de control, Instituto de la corteza terrestre, el Instituto de Física solar-terrestre, el Instituto de Química, el Instituto de Limnología (anteriormente situado en la orilla del lago Baikal), el Instituto de Planta Física, el Instituto de Física láser (una rama del Instituto de Física láser en Novosibirsk). Varios institutos realizar una investigación dentro de la Universidad Estatal de Irkutsk: el Instituto de Biología, Instituto del Petróleo y Carbón Química y Síntesis, el Laboratorio de Química Cuántica, el Instituto de Física Aplicada, el Instituto Interregional de las Ciencias Sociales, el Observatorio Astronómico, y el Jardín Botánico.
El Centro Científico de Siberia Oriental de la Academia Rusa de Ciencias Médicas también se encuentra en Irkutsk y está representado por las siguientes organizaciones de investigación: el Centro Científico de Ecología Médica, el Instituto de Pediatría y Reproducción Humana, el Instituto de Microbiología y Epidemiología, el Instituto de Medicina del Trabajo y Ecología humana, el Instituto de Cirugía Reconstructiva y restaurativa, el Instituto de Cirugía y el Instituto de Ortopedia y Traumatología. Además, el Centro Científico y Técnico de Microcirugía Ocular Fyodorov tiene una sucursal en Irkutsk. Además, hay institutos I+D incluyendo el Instituto Gazprom I+D (una rama de un instituto con sede en Moscú), el Instituto de Irkutsk de metales y diamantes raros y preciosos (Irgiredmet), que forma parte del Grupo de Petropavlovsk de Empresas y el Vostoksibacademcenter de la Academia de Arquitectura y Ciencias de la Construcción de Rusia que publica la revista Proyecto Baikal.

### Literatura
Irkutsk ha sido durante mucho tiempo hogar del conocido escritor ruso Valentin Rasputin. Muchas de sus novelas e historias tienen lugar en el valle de Angara. Un ensayo sobre la historia cultural de Irkutsk (y otro sobre el cercano Lago Baikal) está incluido en la colección de no ficción de Rasputin Siberia, Siberia, que también está disponible en una traducción al inglés.
Irkutsk es, también, el destino final del viaje del correo del zar Miguel Strogoff en la novela del mismo título escrita por Julio Verne, en la cual se hace una detallada descripción de las diversas ciudades y paisajes que hay entre Moscú e Irkutsk.

### Arquitectura

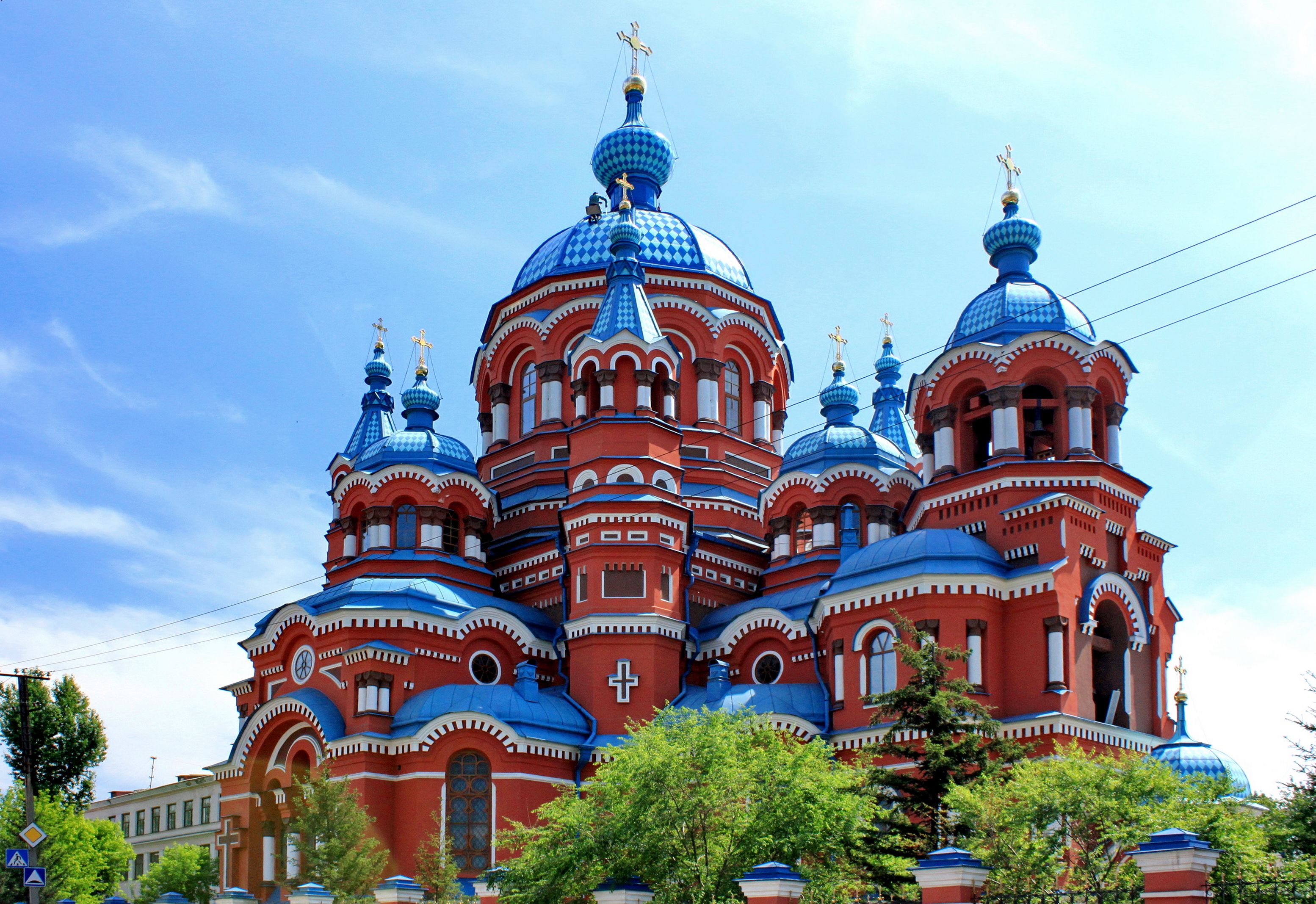
Catedral del Theotokos de Kazán en Irkutsk.

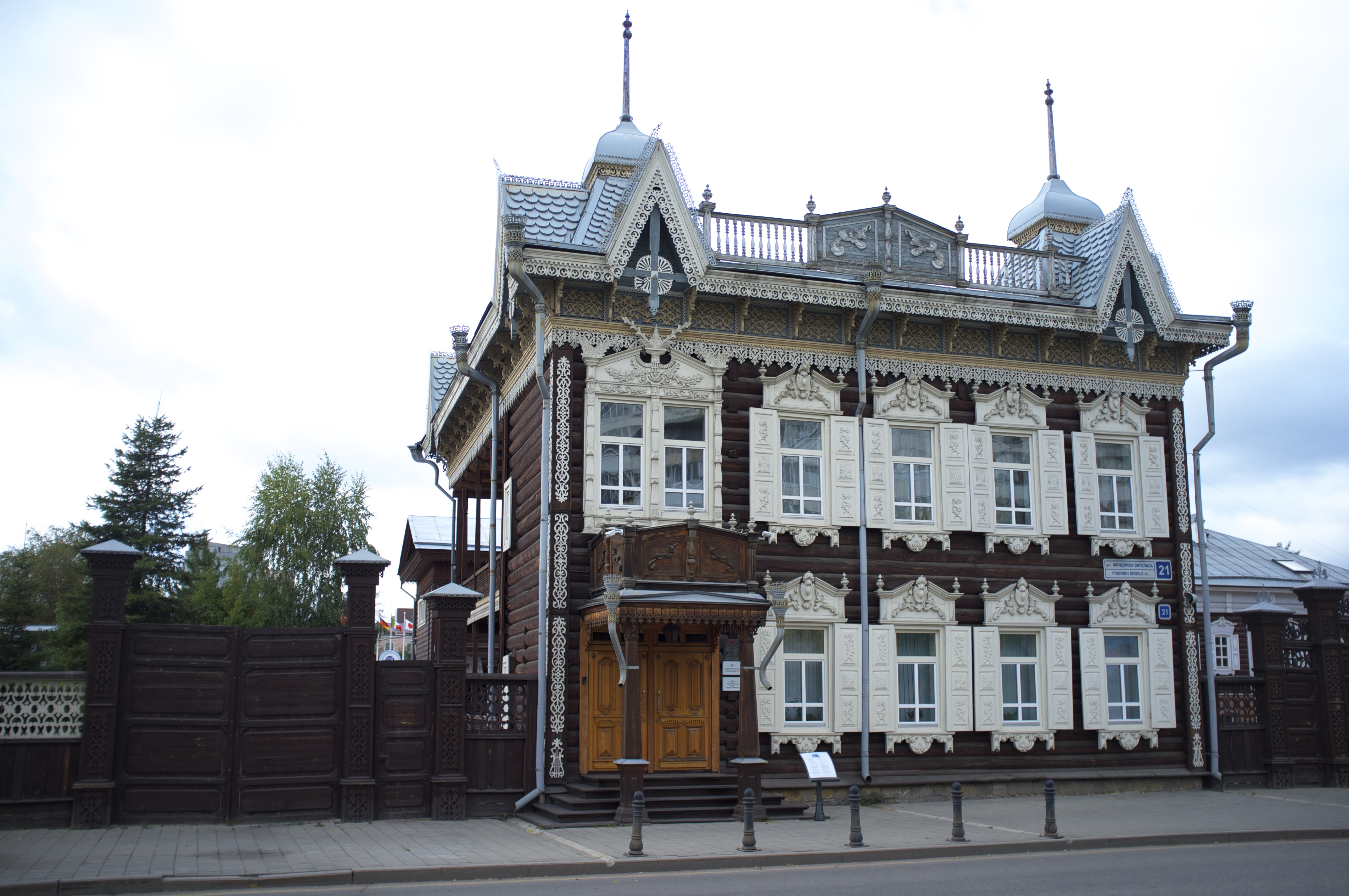
La casa Shastin o Casa Europa.

Irkutsk es una de las pocas ciudades de Siberia que ha logrado mantener su carácter histórico y diseño originales. Su centro histórico se formó en el sitio de una fortaleza de madera, cuyos restos fueron demolidas en 1790. La Iglesia del Salvador es el único edificio conservado de la prisión, junto con la Catedral de la Epifanía del antiguo complejo arquitectónico de Irkutsk. Otro ejemplo prominente está situada en el valle del Angara, en el principio de la calle Karl Marx. Está formado por un monumento al fundador de Ferrocarril Transiberiano, Alejandro III, y el Museo de historia local con torres en las esquinas redondas, hecho en el estilo árabe, y el palacio Sibiriakov, más conocida como la Casa Blanca, que sirvió de residencia de los gobernadores generales en los años 1838-1917.

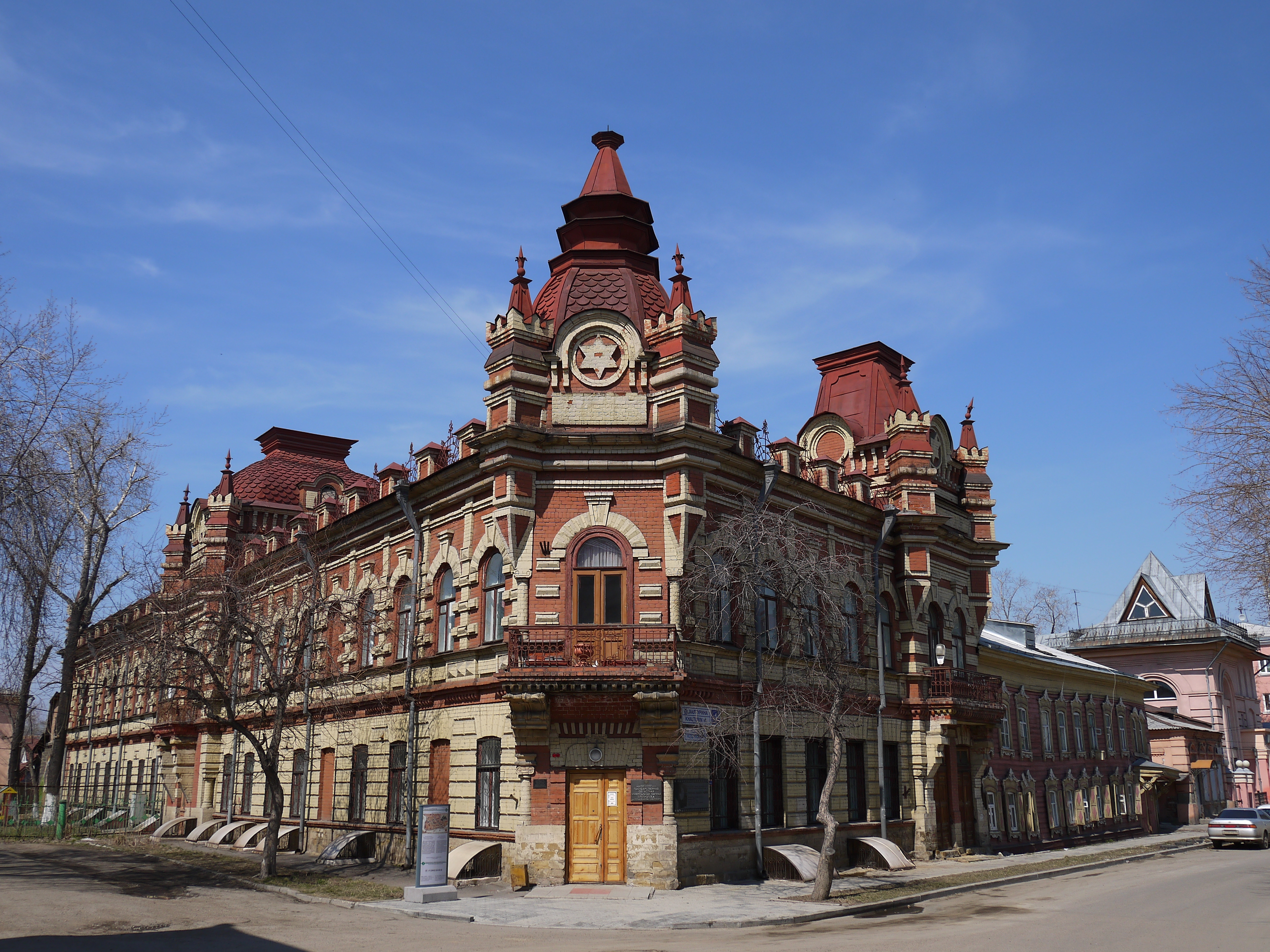
Casa Fainberg.

La zona histórica y arquitectónica decembrista de Irkutsk está compuesta por la Iglesia de la Transfiguración, la casa de E. Medvednikova, la casa de los decembristas Trubetskói y Volkonski y otros. También el área protegida "complejo Zhelyabovsky" incluye bloques de edificios de madera. En las principales calles de la ciudad, la Karl Marx y Lenin, se cruzan entre sí edificios de principios del siglo XX y monumentos de arquitectura de piedra de finales del XIX.
En la década de 1760 el primer gobernador de Irkutsk Karl Lebano Frauendorf propuso la mejora de la ciudad. El primer plan de desarrollo regular de la ciudad fue redactado por un autor desconocido en 1791 y aprobado por Catalina II. La presentación tuvo lugar el 4 de agosto de 1792. El plan solo se inició en la década de 1810. Por este tiempo, la introducción de la preaprobación de todos los proyectos de edificios se hacía con el arquitecto de la ciudad.
La arquitectura rusa presenta viejos edificios de piedra como la Iglesia del Salvador, construida en 1713. Combina elementos de estilos antiguos y barrocos en el campanario de la iglesia, así como la decorada festivamente Catedral de la Epifanía. El ejemplo más notable del barroco siberiano está ricamente decorado con la Iglesia de la Santa Cruz, que tiene la silueta como una pagoda budista.
A finales de 2011, en Irkutsk había 761 monumentos de arquitectura de madera. De estos, 28 sitios fueron registrados bajo protección federal, 36 de protección regional y 485 de protección municipal; 156 monumentos fueron privatizados. La casa más antigua de Irkutsk es la casa Shubinykh, construida en el siglo XVIII. Ricamente decorada del siglo XIX, destaca la casa Shastin o casa Europa. En 2011 varios edificios fueron recreados de acuerdo a los siglos XVII-XIX.
Arquitectura de madera de Irkutsk

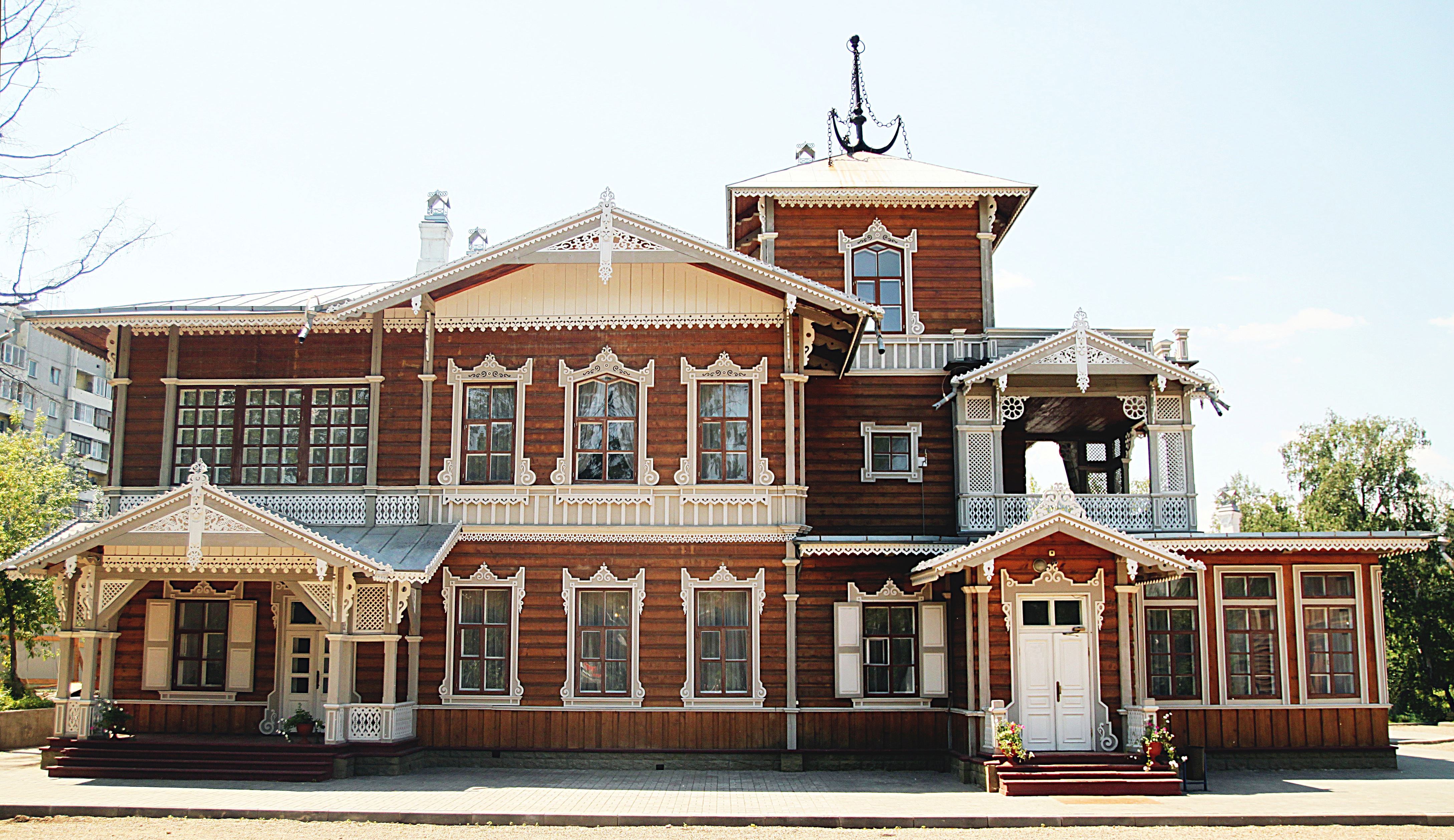
Sukachyov Manor
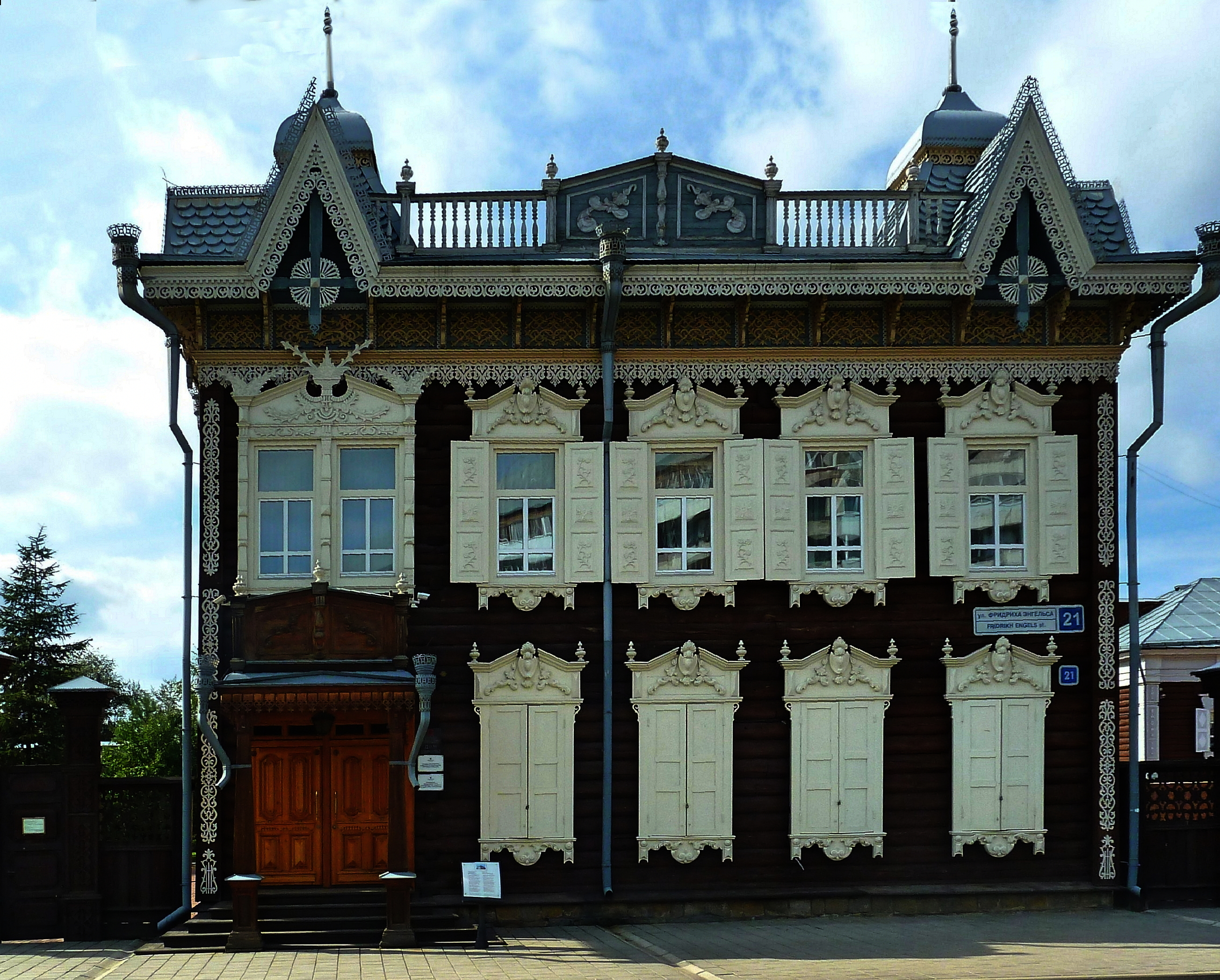
Casa Europa
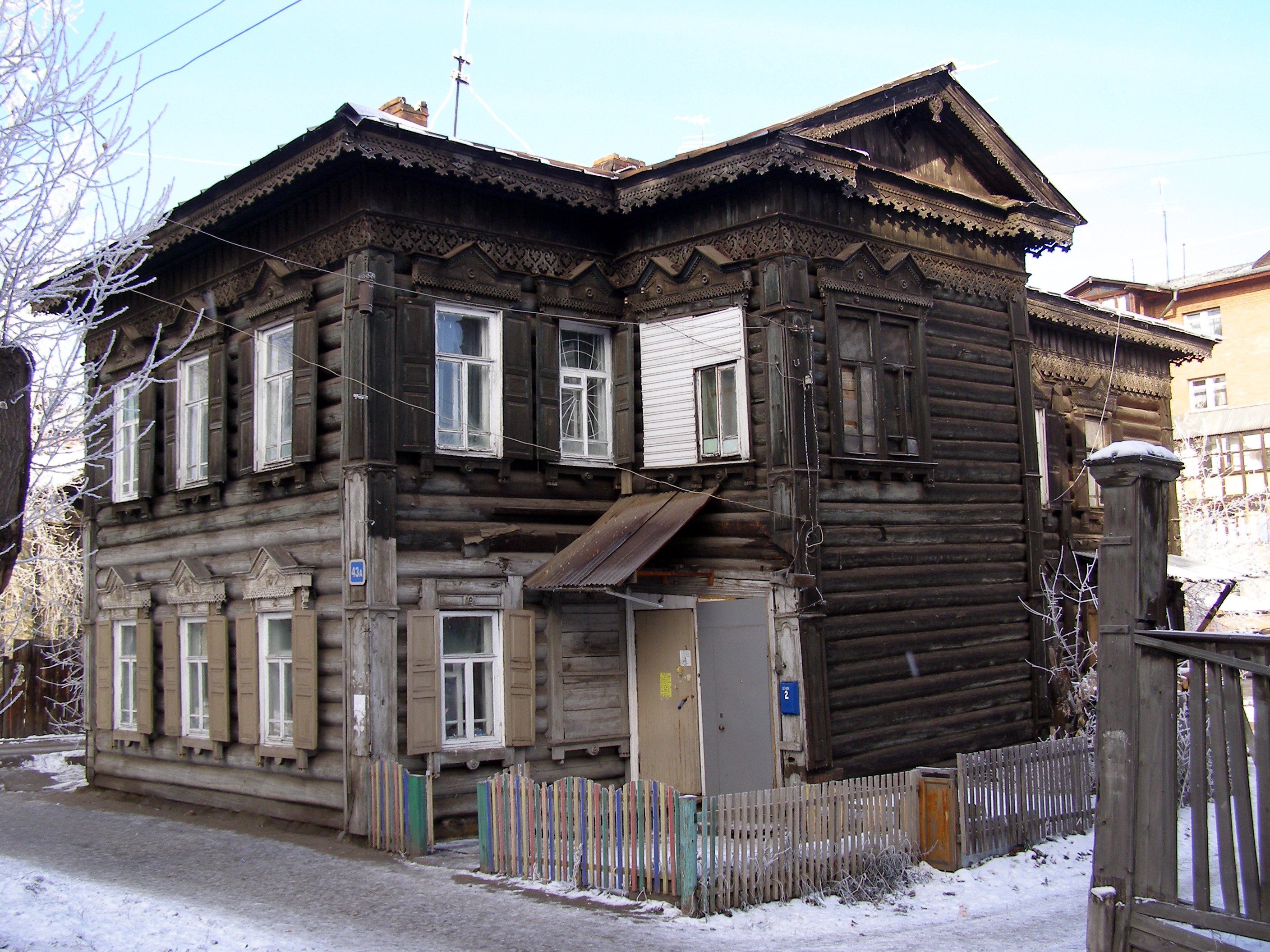
Casa en la calle Libknekhta, 43
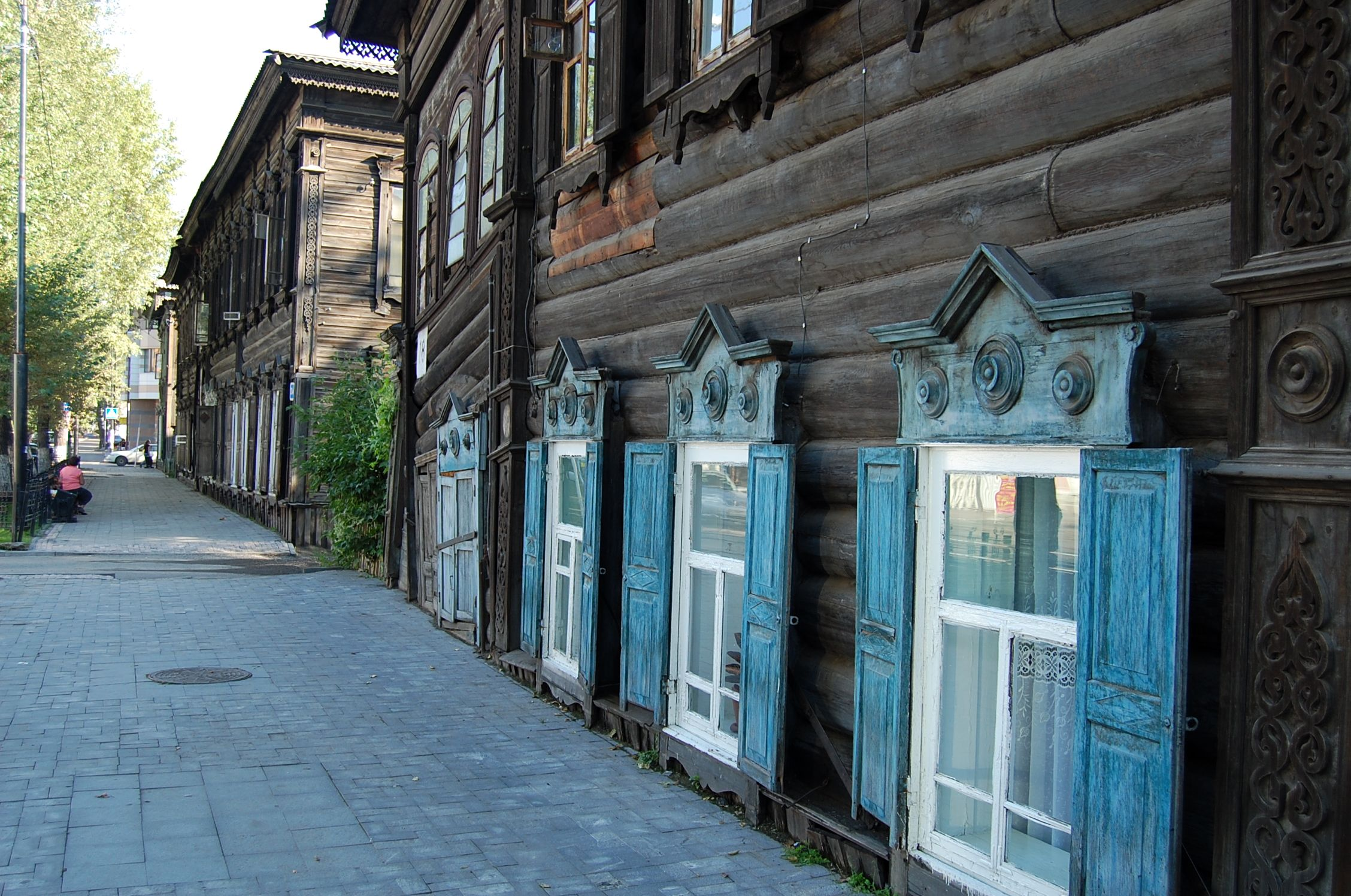
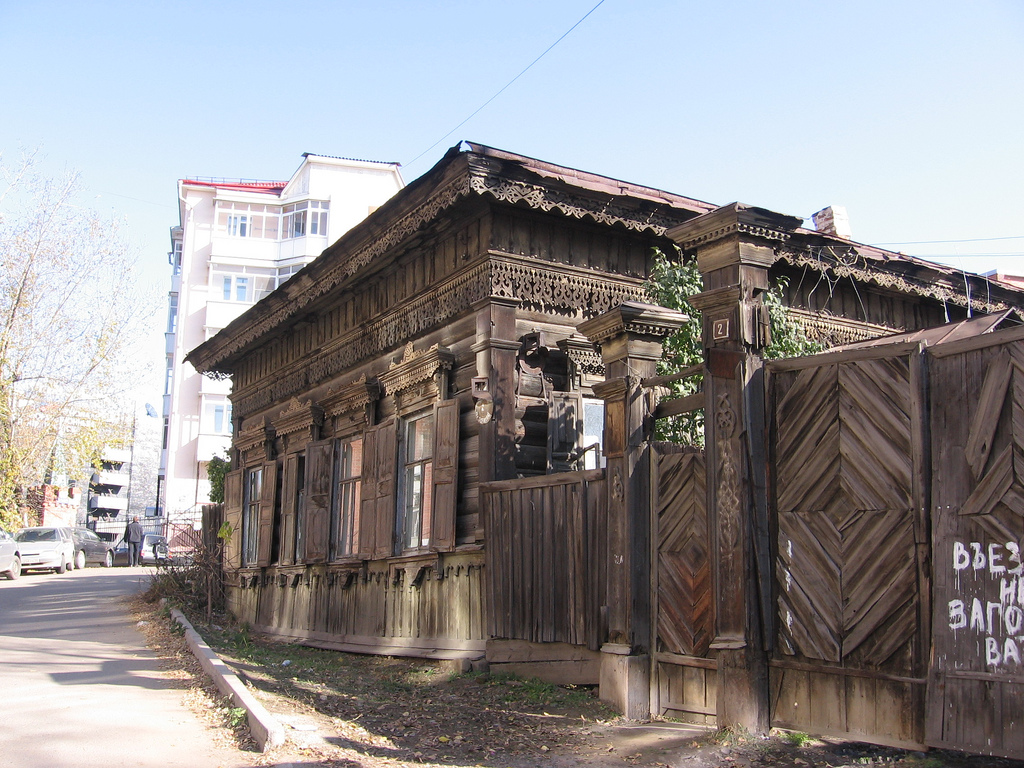
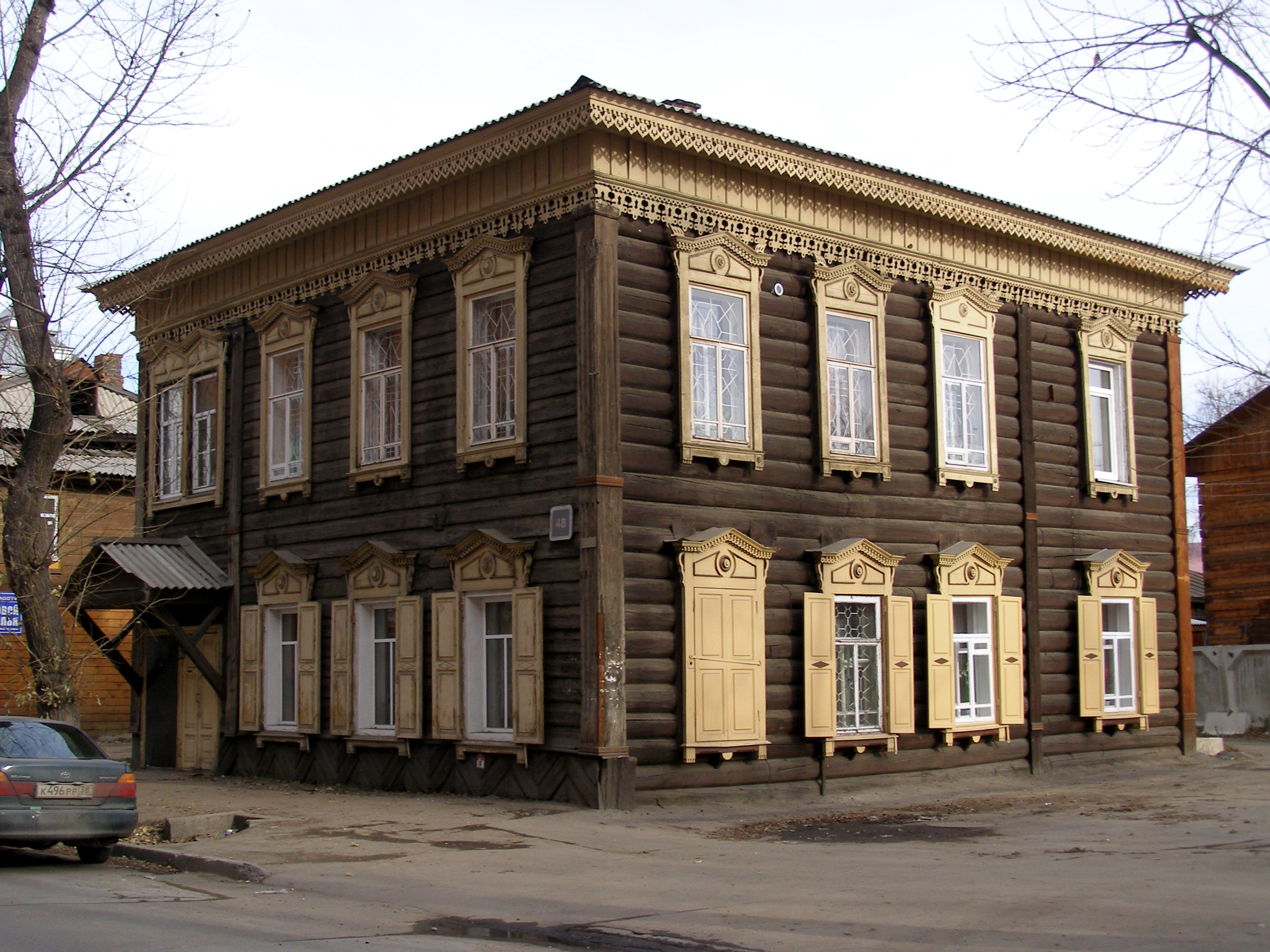
Edificio de apartamentos Sokolovsky, calle Dzerzhinsky, 48
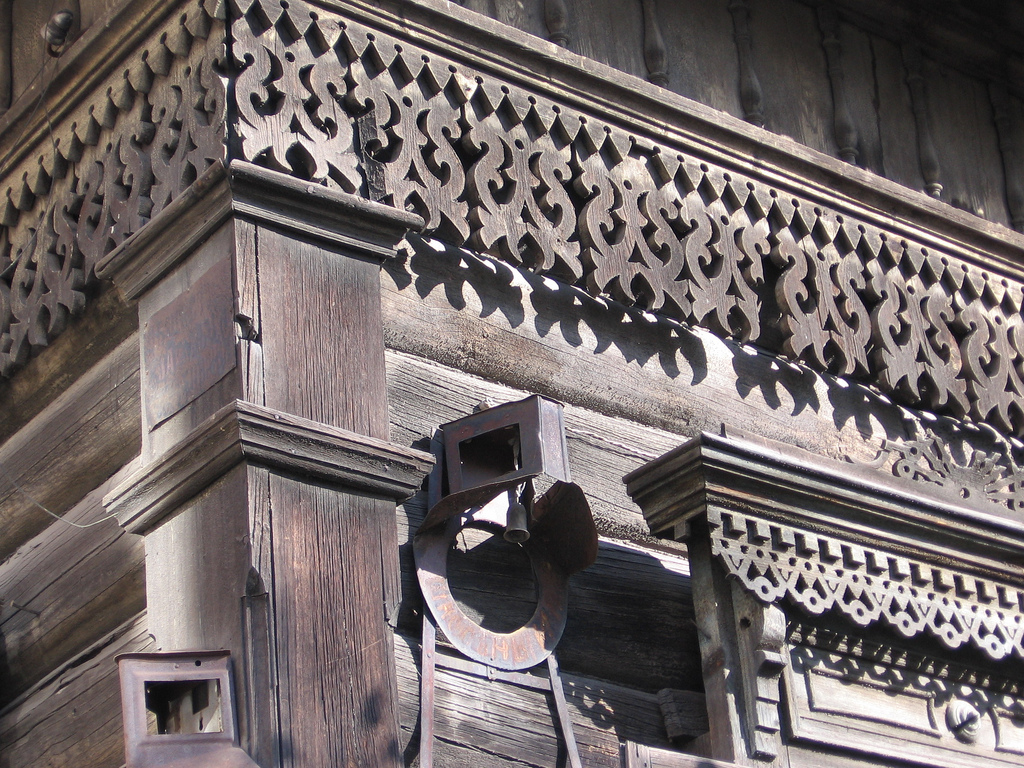
Detalle de una casa de madera
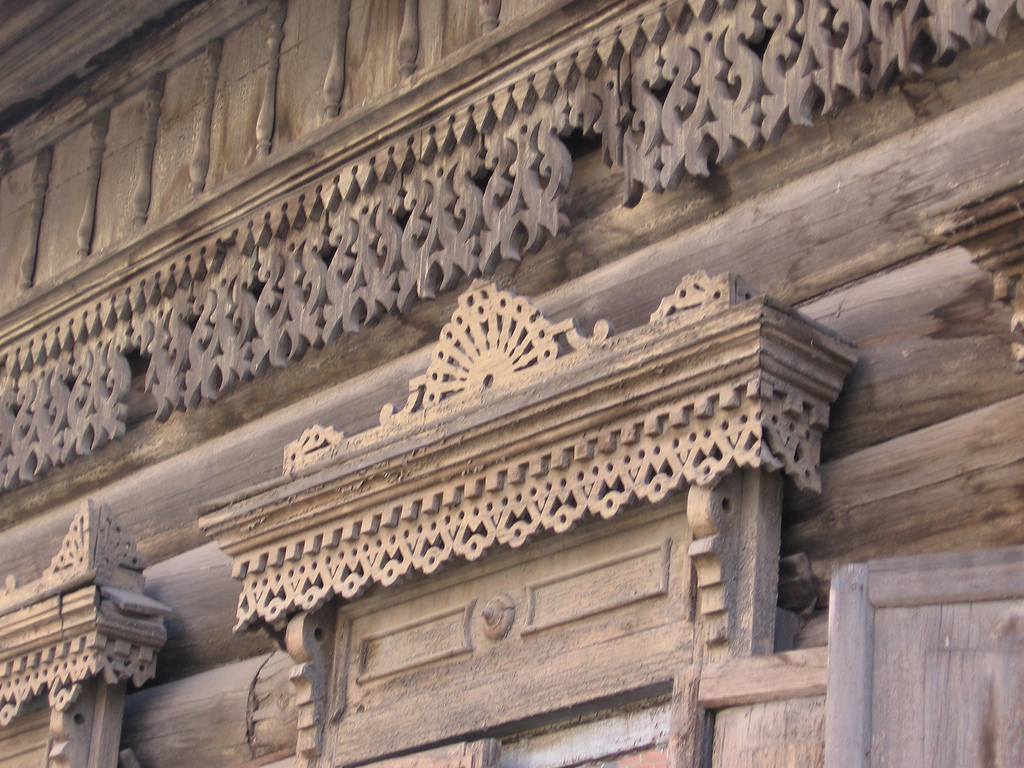
Detalle de una casa de madera
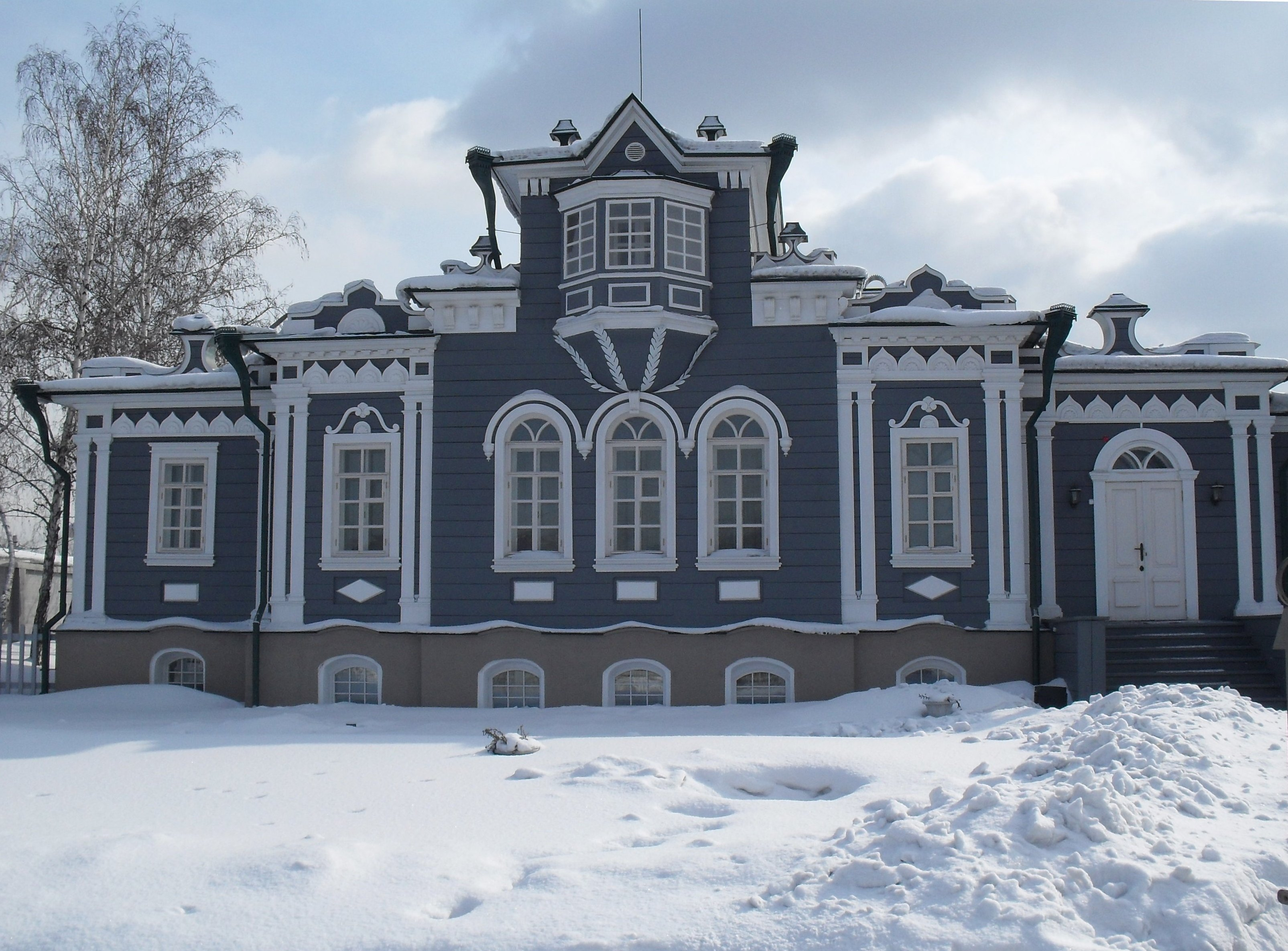
Casa del Príncipe Trubetskói (1854)
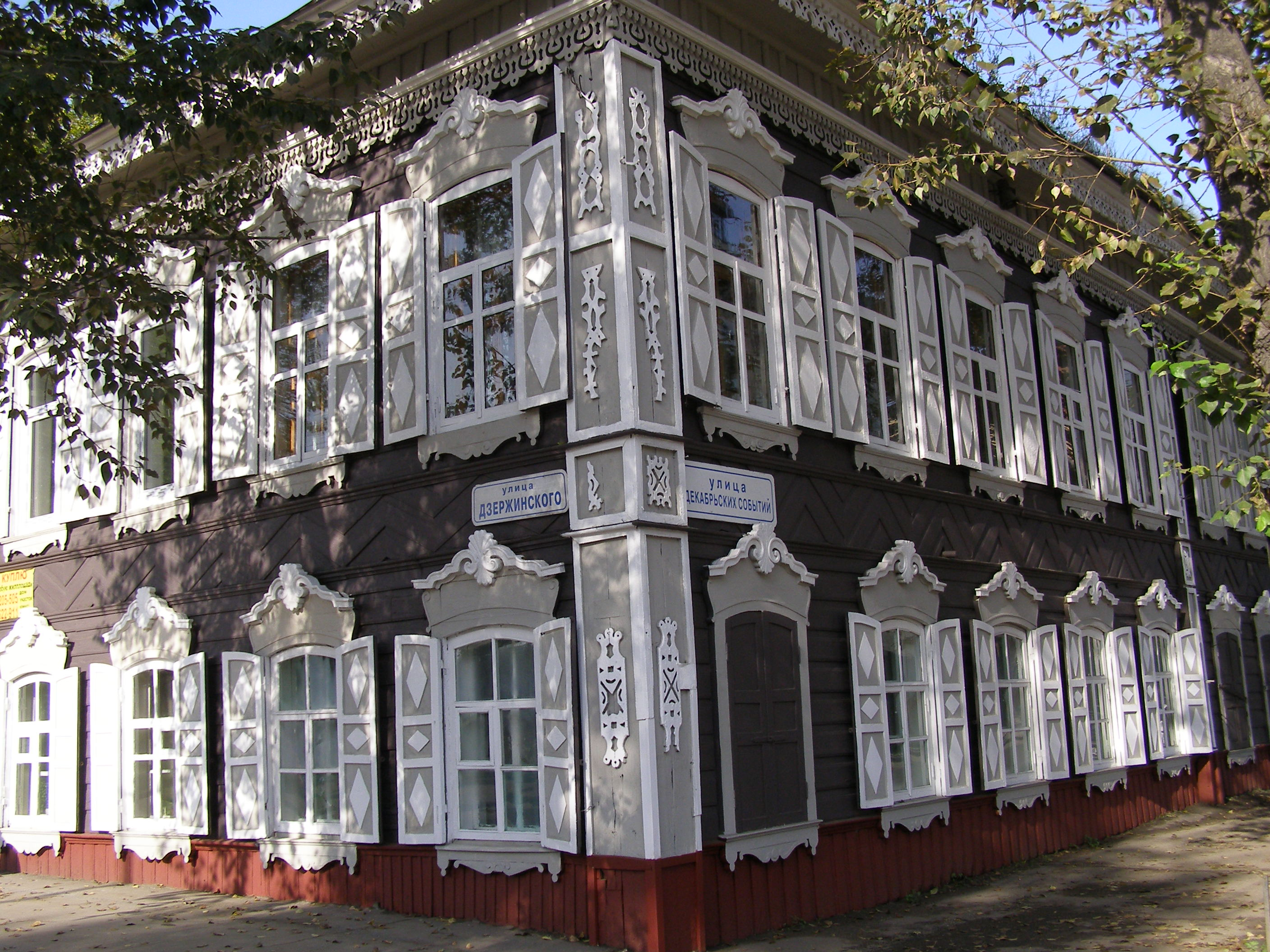
Edificio de apartamentos Yurevich, calle Dzerzhinsky, 39-B
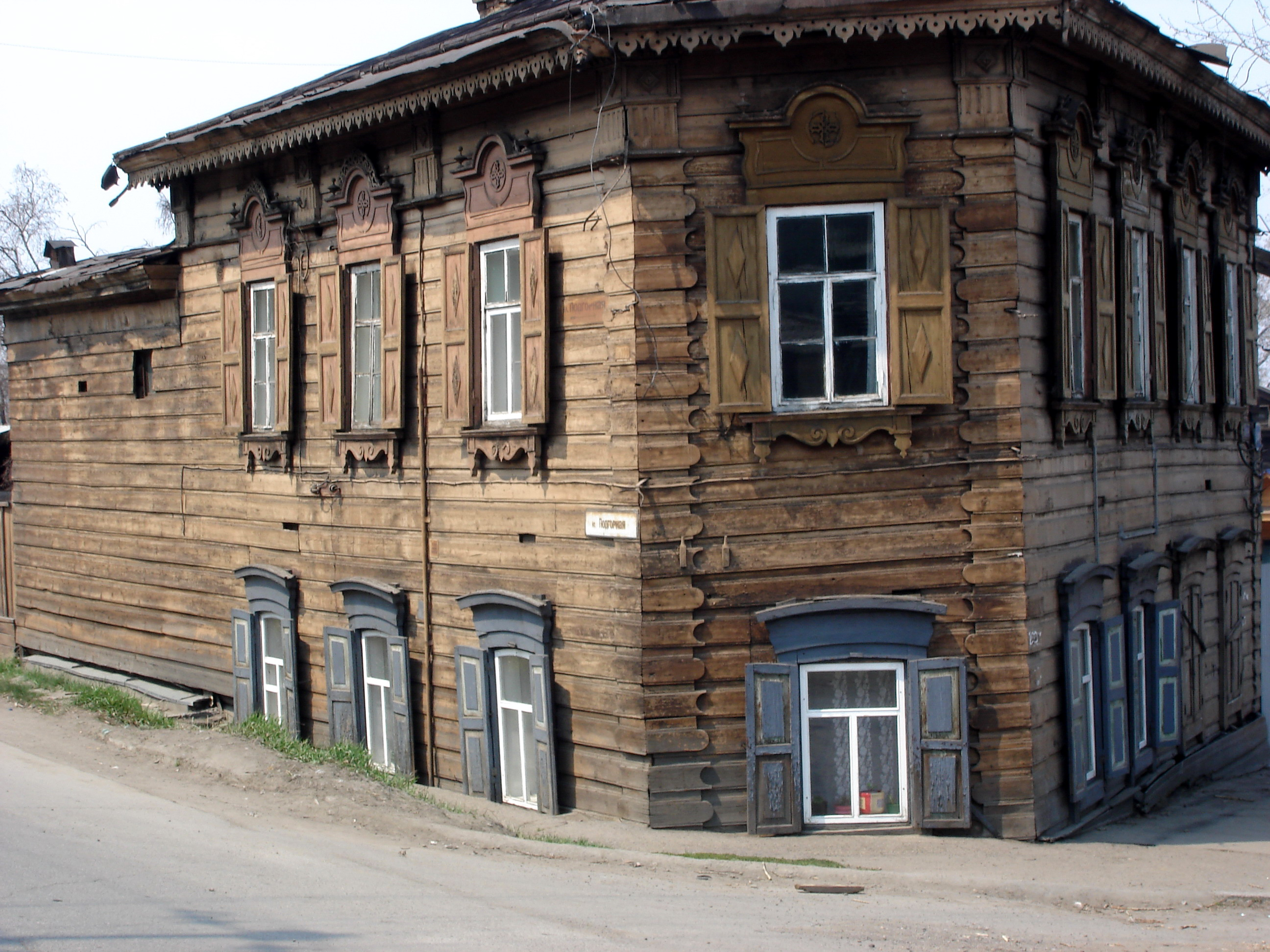
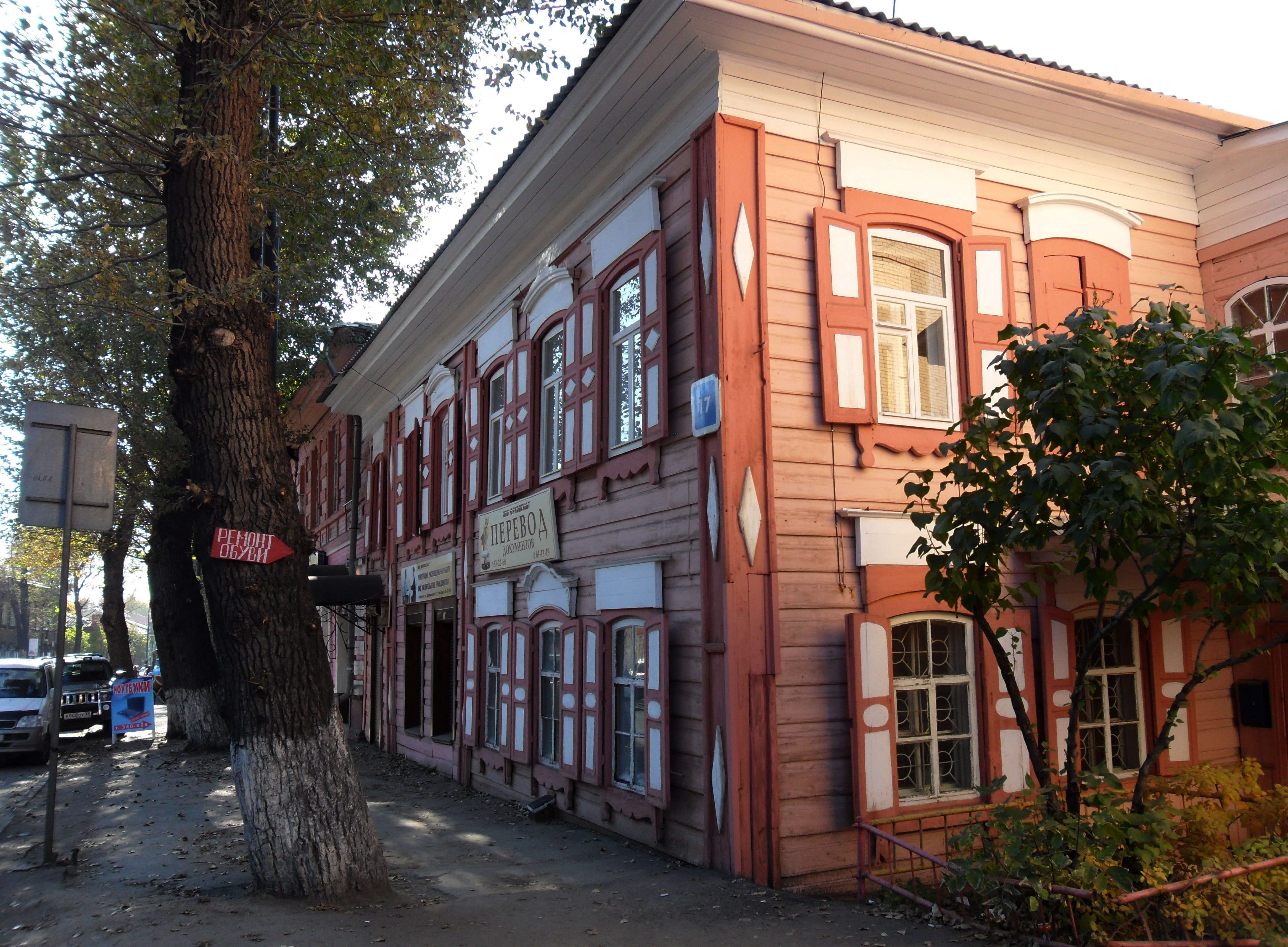

## Transporte

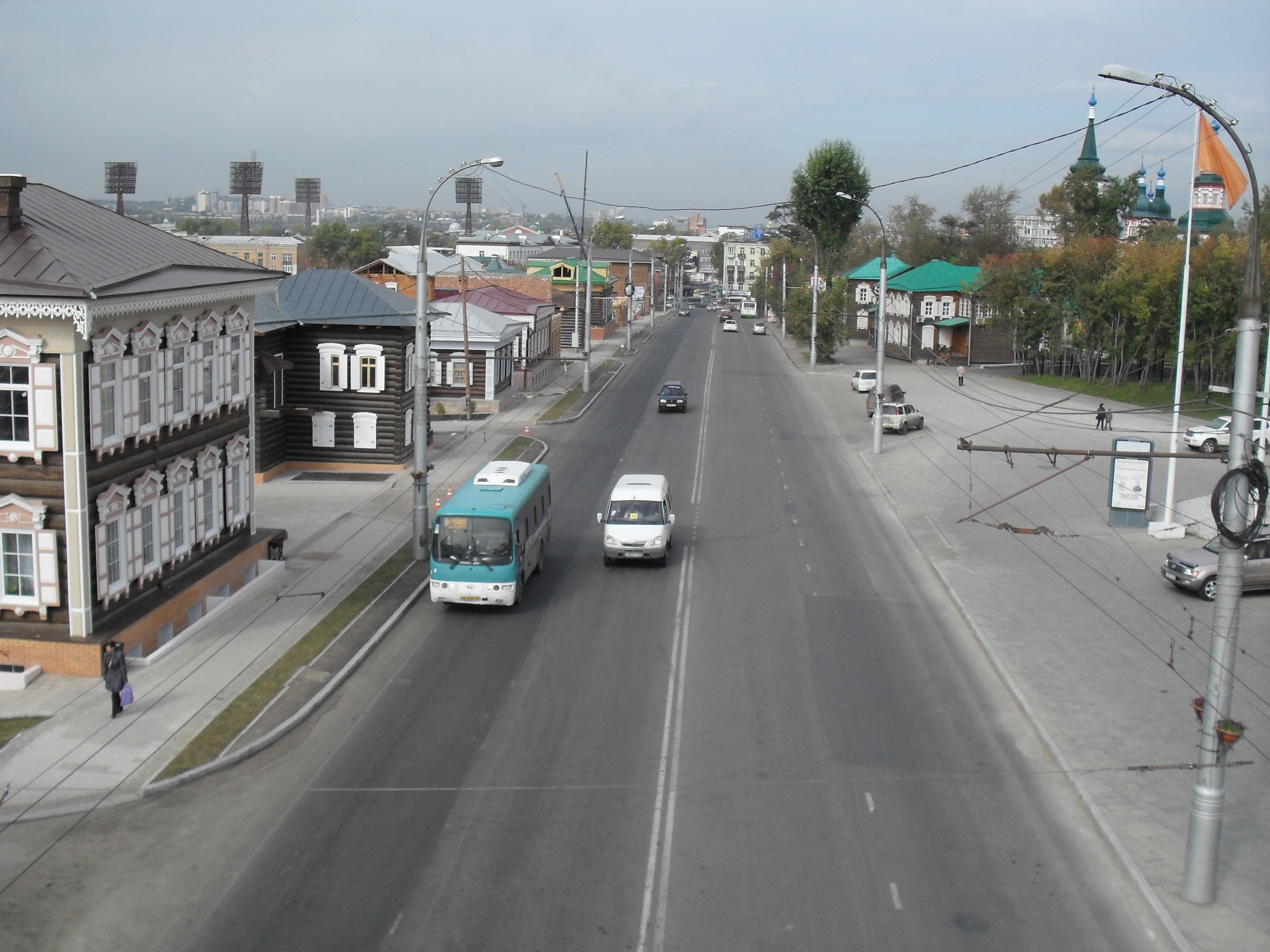
Transporte de bus en la calle Sedov.

Existen importantes vías férreas y carreteras que conectan Irkutsk con el resto de ciudades de la región, como la autopista Transiberiana (federal M53 y autopista M55) y el ferrocarril Transiberiano, que conecta a la ciudad con otras en Rusia y Mongolia.

### Aéreo
La ciudad cuenta con el Aeropuerto Internacional de Irkutsk, que opera desde 1925 (con estatus internacional en 1954), que se encuentra en la ciudad, a 5 km del centro. Desde ahí salen los vuelos regulares y chárter a muchas ciudades de Rusia, Europa y Asia, así como las zonas del norte de la región. El tráfico de pasajeros fue de 1,26 millones de personas en 2011. La ciudad también posee un pequeño aeropuerto local, con base para la aerolínea IrAero, que lleva a cabo vuelos en Rusia sobre la región y en las regiones vecinas. En el distrito de Leninsky, en el terreno de una fábrica de aviones, opera el campo de aviación Irkutsk-2. La construcción del nuevo aeropuerto de Irkutsk, 24 km al noreste de la ciudad, se pospouso indefinidamente debido a la falta de fondos federales.

### Red pública
El transporte público está gestionado por las empresas municipales Irkutskavtotrans y Irkutskgorelektrotrans, que opera el servicio de tranvía y trolebús, además de 235 transportistas privados. El parque cuenta con 182 autobuses autobuses municipales, entre ellos 101 autobuses grandes y 81 de tamaño mediano. Además de la estación de autobuses hay una estación de autobuses en una zona remota de Novo-Lenino.
El tranvía apareció en 1947 y cuenta con siete rutas con una longitud total de 66 km que cubre principalmente la orilla derecha del río Angara, incluyendo el centro, que conecta con la orilla izquierda de la línea de la estación y el campus. El trolebús, por su parte, apareció en 1970. Once rutas conectan con el centro de las zonas remotas, además del distrito de Leninsky. El uso del transporte público municipal en 2011 se repartió de la siguiente forma: trolebús un 12%, autobús un 42% y tranvía un 86%.

### Ferrocarril

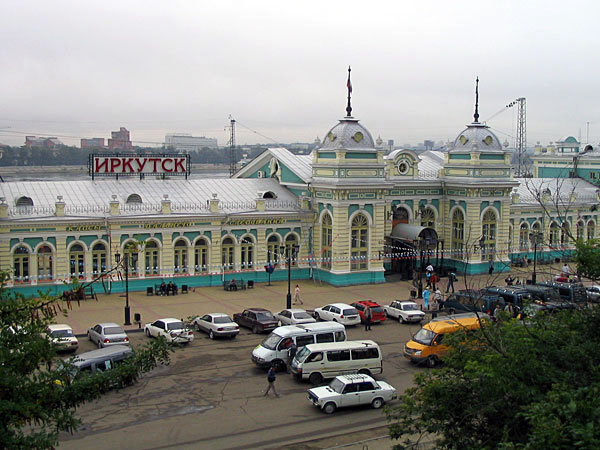
Estación de Irkutsk-Passazhírskiy.

Irkutsk es un importante nudo ferroviario del ferrocarril Transiberiano y del control de la vía férrea de Siberia Oriental. La ciudad cuenta con dos estaciones de tren: la estación de pasajeros de Irkutsk, la más importante, e Irkutsk-Sortirovochnyy. Los trenes de carga pasan por Irkutsk-Sortirovochnyy y evitan circular por el centro de la ciudad.
El edificio de la estación de pasajeros de Irkutsk, un monumento arquitectónico, fue reconstruido en 1907. Por la estación pasa alrededor de ocho millones de pasajeros en trenes de cercanías y trenes de larga distancia. La estación ofrece viajes en el ferrocarril Circum-Baikal en un viaje de la estación de Kultuk hasta la última estación del asentamiento rural de Port Baikal. A largo plazo, hasta el año 2030, está prevista la creación de tráfico de alta velocidad entre Irkutsk y Krasnoyarsk.

## Ciudades hermanadas
Irkutsk está hermanada con las siguientes ciudades:
- Dijon (Francia)
- Eugene (EE. UU.)
- Évian-les-Bains (Francia)
- Grenoble (Francia)
- Kanazawa (Japón)
- Novi Sad (Serbia)
- Pforzheim (Alemania)
- Pordenone (Italia)
- Shenyang (China)
- Simferópol (Rusia/Ucrania)
- Strömsund (Suecia)
- Ulán Bator (Mongolia)